# Mundial de Clubes FIFA de 2025
O Mundial de Clubes FIFA de 2025 (em inglês:  FIFA Club World Cup 2025 ou em francês:  Coupe du monde des clubs de la FIFA 2025) foi a primeira edição desse evento esportivo, um torneio quadrienal internacional de futebol organizado pela Federação Internacional de Futebol (FIFA), disputado por 32 clubes das seis confederações continentais.
O torneio estava originalmente programado para acontecer de 17 de junho a 4 de julho de 2021, na China. No entanto, a FIFA decidiu adiar o campeonato para mais tarde, entre 2023 e 2024 com datas fechadas, por conta do reescalonamento da Eurocopa e da Copa América, que foram adiadas de meados de 2020 para meados de 2021 devido à pandemia de COVID-19. Após impasses, o torneio foi confirmado para 2025, em um formato semelhante ao usado até 2022 na Copa do Mundo FIFA.
Em dezembro de 2023, o Conselho da FIFA definiu que a primeira competição global de clubes com 32 clubes receberá o nome de Mundial de Clubes FIFA, sendo a primeira edição do novo principal torneio de clubes. Foi mantida a competição anual entre os clubes campeões continentais na nova Copa Intercontinental da FIFA. A edição inaugural do Mundial de Clubes não contará com disputa pelo terceiro lugar. Informações como troféu do primeiro campeão do mundo oficial da FIFA pelo título de melhor clube do mundo, cidades-sede, imagens de marca do torneio e sorteio foram divulgadas ao longo de 2024 pela FIFA.
A primeira Copa do Mundo para clubes marcou a chance de alguns atletas conquistarem a "dobradinha global" contando os títulos com as suas seleções nacionais de acordo com a FIFA. Feito alcançado por Enzo Fernández, quando o Chelsea se tornou o primeiro campeão do torneio ao vencer o PSG pelo placar de 3 a 0 na final. Houve também a despedida de diversos jogadores de seus clubes, como Estêvão, do Palmeiras, Luka Modrić, do Real Madrid, Thomas Müller, do Bayern de Munique, Gerson, do Flamengo entre outros.
Depois de 13 anos, o Botafogo fez um sul-americano superar um clube europeu em jogo da FIFA, após vencer o Paris Saint-Germain (atual campeão da Liga dos Campeões de 2025) por 1 a 0. A última vez, segundo a entidade máxima do futebol, foi na final da Copa Intercontinental da FIFA de 2012 (conhecida anteriormente como Copa do Mundo de Clubes da FIFA de 2012).
A edição inaugural do Mundial de Clubes marcou a maior goleada da história dos torneios mundiais, onde o FC Bayern München goleou o Auckland City por 10 a 0 no TQL Stadium. Com destaque para Jamal Musiala, que marcou um hat-trick.
Este foi o primeiro grande torneio realizado pela FIFA sem contar com uma disputa por pênaltis desde a Copa do Mundo FIFA de 1978.

## Antecedentes
A Copa Intercontinental da FIFA (antiga Copa do Mundo de Clubes da FIFA renomeada), a partir da sua segunda edição reformatada em 2005, substituiu a antiga Copa Intercontinental, quando passou a ser disputada regularmente. Foi inaugurada em 2000 e apresentou 20 edições até 2023 com a antiga nomenclatura. O tira-teima entre os campeões da Liga dos Campeões da UEFA e da Copa Libertadores da América, por sua vez, contou com 43 edições, entre 1960 e 2004. O atual formato do torneio anual, lançado em 2024, é a continuação dos mundiais interclubes jogados desde 1960 com o mesmo nome.
Em março de 2019, a FIFA anunciou através do seu presidente Gianni Infantino, a criação de um novo mundial de clubes, em novo formato, a ser disputado a cada quatro anos, com a presença de 24 equipes: oito da Europa, seis da América do Sul e as demais divididas entre os demais continentes. A FIFA permitirá a cada Confederação continental definir os critérios de classificação ao novo evento.
A primeira edição seria organizada entre 17 de junho a 4 de julho de 2021, ocupando o lugar da Copa das Confederações que, por conta da baixa atratividade de público e de mídia, foi extinta do calendário internacional. No entanto, por conta da pandemia de COVID-19, em 2020, a FIFA decidiu adiar o torneio para uma data a ser definida.
Inicialmente, o torneio teria 24 clubes participantes, mas a proposta teve que ser descartada por conta de indefinições quanto ao futuro da competição. Em 16 de dezembro de 2022, foi anunciado que o torneio seria expandido para 32 clubes, além de confirmar a sua realização para 2025. Em 23 de junho de 2023, foi anunciado que o torneio aconteceria nos Estados Unidos, antecedendo a Copa do Mundo FIFA de 2026, sendo a "edição inaugural da nova grande competição de clubes", segundo a FIFA.

## Sedes
Em 28 de setembro de 2024, a FIFA anunciou a seleção de 12 locais para o torneio: Lincoln Financial Field na Filadélfia, Audi Field em Washington, D.C., Lumen Field em Seattle, Rose Bowl em Pasadena, TQL Stadium em Cincinnati, Bank of America Stadium em Charlotte, Mercedes-Benz Stadium em Atlanta, Hard Rock Stadium em Miami Gardens, Geodis Park em Nashville, Camping World Stadium e Inter&Co Stadium em Orlando e MetLife Stadium em East Rutherford, que sediará a final. O presidente Gianni Infantino confirmou que dos 63 jogos da primeira edição da competição, seis serão realizados no Lumen Field, sendo três na fase de grupos, com o dono do estádio, o americano Seattle Sounders, atuando em casa. O Inter Miami de Lionel Messi classificado como clube anfitrião dos Estados Unidos estreará no jogo de abertura em Miami (Hard Rock Stadium).
| Nova Iorque/Nova Jérsei | Atlanta               | Seattle            | Pasadena                | Miami                             | Filadélfia              |
| --- | --------------------- | ------------------ | ----------------------- | --------------------------------- | ----------------------- |
| MetLife Stadium (East Rutherford) | Mercedes-Benz Stadium | Lumen Field        | Rose Bowl               | Hard Rock Stadium (Miami Gardens) | Lincoln Financial Field |
| Capacidade: 82 500 | Capacidade: 71 000    | Capacidade: 68 000 | Capacidade: 92 542      | Capacidade: 64 767                | Capacidade: 69 176      |
| |                       |                    |                         |                                   |                         |
| NY/NJ Atlanta Seattle Pasadena Miami Filadélfia Orlando Nashville Charlotte Cincinnati Washington, D.C.Cidades-sedes do Mundial de Clubes FIFA de 2025 |                       |                    |                         |                                   |                         |
| Orlando | Orlando               | Nashville          | Charlotte               | Cincinnati                        | Washington, D.C.        |
| Camping World Stadium | Inter&Co Stadium      | Geodis Park        | Bank of America Stadium | TQL Stadium                       | Audi Field              |
| Capacidade: 65 000 | Capacidade: 25 500    | Capacidade: 30 000 | Capacidade: 73 778      | Capacidade: 26 000                | Capacidade: 20 000      |
| |                       |                    |                         |                                   |                         |

## Arbitragem
Em 8 de abril, o ex-árbitro italiano Pierluigi Collina, presidente do Comitê de Arbitragem da FIFA, anunciou que os árbitros principais das partidas usarão câmeras corporais. O uso será experimental e foi aprovado pelo International Football Association Board (IFAB). Será, segundo Collina, "uma grande oportunidade para oferecer ao público uma nova experiência, com imagens de um ângulo nunca visto antes". Ainda segundo o ex-árbitro, as imagens servirão para o treinamento dos árbitros, nas análises pós-jogo.
A FIFA divulgou, em 14 de abril, a lista dos 35 árbitros, 58 árbitros assistentes e 24 árbitros assistentes de vídeo (VAR) que atuarão na competição.
| Confederação | Árbitros               | Assistentes                               | Árbitros de vídeo | Árbitros reservas                |
| ------------ | ---------------------- | ----------------------------------------- | --- | -------------------------------- |
| AFC          | Alireza Faghani        | Anton Shchetinin Ashley Beecham           | Khamis Al-Marri Shaun Evans Fu Ming Mohammed Obaid Khadim | Omar Al Ali Ma Ning              |
| AFC          | Salman Falahi          | Ramzan Al-Naemi Majid Al-Shammari         | Khamis Al-Marri Shaun Evans Fu Ming Mohammed Obaid Khadim | Omar Al Ali Ma Ning              |
| AFC          | Ilgiz Tantashev        | Timur Gaynullin Andrey Tsapenko           | Khamis Al-Marri Shaun Evans Fu Ming Mohammed Obaid Khadim | Omar Al Ali Ma Ning              |
| CAF          | Dahane Beida           | Jerson Emiliano dos Santos Stephen Yiembe | Hamza Al-Fariq Mahmoud Ashour | Mutaz Ibrahim Jean-Jacques Ndala |
| CAF          | Mustapha Ghorbal       | Mokrane Gourari Abbes Akram Zerhouni      | Hamza Al-Fariq Mahmoud Ashour | Mutaz Ibrahim Jean-Jacques Ndala |
| CAF          | Issa Sy                | Djibril Camara Nouha Bangoura             | Hamza Al-Fariq Mahmoud Ashour | Mutaz Ibrahim Jean-Jacques Ndala |
| CONCACAF     | Iván Barton            | David Morán Henry Pupiro                  | Tatiana Guzmán Érick Galindo Guillermo Larios Armando Villarreal |                                  |
| CONCACAF     | Drew Fischer           | Lyes Arfa Micheal Barwegen                | Tatiana Guzmán Érick Galindo Guillermo Larios Armando Villarreal |                                  |
| CONCACAF     | Said Martínez          | Walter López Christian Ramirez            | Tatiana Guzmán Érick Galindo Guillermo Larios Armando Villarreal |                                  |
| CONCACAF     | Tori Penso             | Kathryn Nesbitt Brooke Mayo               | Tatiana Guzmán Érick Galindo Guillermo Larios Armando Villarreal |                                  |
| CONCACAF     | César Ramos            | Alberto Morín Marco Bisguerra             | Tatiana Guzmán Érick Galindo Guillermo Larios Armando Villarreal |                                  |
| CONMEBOL     | Ramon Abatti Abel      | Rafael Alves Danilo Manis                 | Nicolás Gallo Leodán González Juan Lara Hernan Carlos Mastrangelo Juan Soto                                                                                             | Gustavo Tejera                   |
| CONMEBOL     | Juan Gabriel Benítez   | Eduardo Cardozo Milciades Saldivar        | Nicolás Gallo Leodán González Juan Lara Hernan Carlos Mastrangelo Juan Soto                                                                                             | Gustavo Tejera                   |
| CONMEBOL     | Yael Falcón            | Facundo Rodríguez Maximiliano Del Yesso   | Nicolás Gallo Leodán González Juan Lara Hernan Carlos Mastrangelo Juan Soto                                                                                             | Gustavo Tejera                   |
| CONMEBOL     | Cristián Garay         | José Retamal Miguel Rocha                 | Nicolás Gallo Leodán González Juan Lara Hernan Carlos Mastrangelo Juan Soto                                                                                             | Gustavo Tejera                   |
| CONMEBOL     | Wilton Pereira Sampaio | Bruno Boschilia Bruno Pires               | Nicolás Gallo Leodán González Juan Lara Hernan Carlos Mastrangelo Juan Soto                                                                                             | Gustavo Tejera                   |
| CONMEBOL     | Facundo Tello          | Juan Pablo Belatti Gabriel Chade          | Nicolás Gallo Leodán González Juan Lara Hernan Carlos Mastrangelo Juan Soto                                                                                             | Gustavo Tejera                   |
| CONMEBOL     | Jesús Valenzuela       | Jorge Urrego Tulio Moreno                 | Nicolás Gallo Leodán González Juan Lara Hernan Carlos Mastrangelo Juan Soto                                                                                             | Gustavo Tejera                   |
| OFC          |                        |                                           | | Campbell-Kirk Kawana-Waugh       |
| UEFA         | Espen Eskås            | Jan Erik Engan Isaak Bashevkin            | Ivan Bebek Jérôme Brisard Bastian Dankert Carlos del Cerro Grande Marco Di Bello Rob Dieperink Alejandro José Hernández Hernández Tomasz Kwiatkowski Bram Van Driessche |                                  |
| UEFA         | István Kovács          | Mihai Marius Marica Ferencz Tunyogi       | Ivan Bebek Jérôme Brisard Bastian Dankert Carlos del Cerro Grande Marco Di Bello Rob Dieperink Alejandro José Hernández Hernández Tomasz Kwiatkowski Bram Van Driessche |                                  |
| UEFA         | François Letexier      | Cyril Mugnier Mehdi Rahmouni              | Ivan Bebek Jérôme Brisard Bastian Dankert Carlos del Cerro Grande Marco Di Bello Rob Dieperink Alejandro José Hernández Hernández Tomasz Kwiatkowski Bram Van Driessche |                                  |
| UEFA         | Danny Makkelie         | Hessel Steegstra Jan de Vries             | Ivan Bebek Jérôme Brisard Bastian Dankert Carlos del Cerro Grande Marco Di Bello Rob Dieperink Alejandro José Hernández Hernández Tomasz Kwiatkowski Bram Van Driessche |                                  |
| UEFA         | Szymon Marciniak       | Tomasz Listkiewicz Adam Kupsik            | Ivan Bebek Jérôme Brisard Bastian Dankert Carlos del Cerro Grande Marco Di Bello Rob Dieperink Alejandro José Hernández Hernández Tomasz Kwiatkowski Bram Van Driessche |                                  |
| UEFA         | Glenn Nyberg           | Mahbod Beigi Andreas Söderkvist           | Ivan Bebek Jérôme Brisard Bastian Dankert Carlos del Cerro Grande Marco Di Bello Rob Dieperink Alejandro José Hernández Hernández Tomasz Kwiatkowski Bram Van Driessche |                                  |
| UEFA         | Michael Oliver         | Stuart Burt James Mainwaring              | Ivan Bebek Jérôme Brisard Bastian Dankert Carlos del Cerro Grande Marco Di Bello Rob Dieperink Alejandro José Hernández Hernández Tomasz Kwiatkowski Bram Van Driessche |                                  |
| UEFA         | Anthony Taylor         | Gary Beswick Adam Nunn                    | Ivan Bebek Jérôme Brisard Bastian Dankert Carlos del Cerro Grande Marco Di Bello Rob Dieperink Alejandro José Hernández Hernández Tomasz Kwiatkowski Bram Van Driessche |                                  |
| UEFA         | Clément Turpin         | Nicolas Danos Benjamin Pagès              | Ivan Bebek Jérôme Brisard Bastian Dankert Carlos del Cerro Grande Marco Di Bello Rob Dieperink Alejandro José Hernández Hernández Tomasz Kwiatkowski Bram Van Driessche |                                  |
| UEFA         | Slavko Vinčić          | Tomaž Klančnik Andraž Kovačič             | Ivan Bebek Jérôme Brisard Bastian Dankert Carlos del Cerro Grande Marco Di Bello Rob Dieperink Alejandro José Hernández Hernández Tomasz Kwiatkowski Bram Van Driessche |                                  |
| UEFA         | Felix Zwayer           | Robert Kempter Christian Dietz            | Ivan Bebek Jérôme Brisard Bastian Dankert Carlos del Cerro Grande Marco Di Bello Rob Dieperink Alejandro José Hernández Hernández Tomasz Kwiatkowski Bram Van Driessche |                                  |

## Equipes participantes
Em 14 de fevereiro de 2023, o Conselho da FIFA aprovou a alocação de vagas para o evento com base em "um conjunto de métricas e critérios objetivos". A UEFA ficou com a quantidade maior de vagas (12), enquanto a CONMEBOL recebeu a segunda maior quantidade (6). AFC, CAF e CONCACAF receberam cada uma quatro vagas, enquanto a OFC e o país-sede do torneio, de 2025, receberam uma vaga cada. Em 14 de março, o Conselho da FIFA aprovou os princípios chave da lista de acesso para o torneio, considerando um período de quatro anos — de 2021 a 2024 — que são os seguintes:
- Para confederações com mais de quatro vagas (UEFA e CONMEBOL): acesso para os campeões das últimas quatro edições da competição principal de clubes da confederação e equipes adicionais a serem determinadas por um ranking de clubes com base no mesmo período de quatro anos.
- Para confederações com quatro vagas (AFC, CAF e CONCACAF): acesso para os campeões das últimas quatro edições da competição principal de clubes da confederação.
- Para confederações com uma vaga (OFC): acesso para o clube mais bem classificado entre os campeões da competição principal de clubes da confederação no período de quatro anos.
- Para o país-sede: a vaga foi divulgada pela FIFA em 19 de outubro de 2024, o vencedor do MLS Supporters' Shield de 2024.[45]
- No caso de um clube vencer duas ou mais edições da competição principal de clubes da confederação durante o período de 2021–2024, um ranking de clubes calculado com base em critérios esportivos será usado para conceder acesso.
- Será aplicado um limite de dois clubes por país à lista de acesso, com uma exceção no caso de mais de dois clubes do mesmo país vencerem a competição principal de clubes da confederação no período de quatro anos.

Para definir a pontuação de cada equipe no ranking, a FIFA determinou que os seguintes critérios deveriam ser aplicados:
- 3 pontos por participação na fase de grupos do torneio;
- 3 pontos por vitória;
- 1 ponto por empate;
- 3 pontos por fase avançada.

Excepcionalmente para a UEFA, o já existente Coeficiente UEFA, a FIFA estabeleceu um critério diferenciado para o cálculo das pontuações, a saber:
- 4 pontos por participação na fase de grupos do torneio;
- 2 pontos por vitória;
- 1 ponto por empate;
- 5 pontos por qualificação para a fase de oitavas de final do torneio;
- 1 ponto por fase avançada a partir das oitavas de final.

Nos casos de eventuais empates, os seguintes critérios devem ser aplicados, sucessivamente, para resolvê-los:
1. Melhor campanha obtida em qualquer edição no período considerado;
2. Melhor campanha obtida na última edição que antecede o Mundial;
3. Melhor saldo de gols obtido no período considerado;
4. Maior número de gols marcados no período considerado.

Por fim, são desconsideradas eventuais fases do torneio que antecedem a fase de grupos principal.
Com isso, os campeões continentais de UEFA, CONMEBOL, AFC, CAF e CONCACAF no período entre 2021 e 2024, contanto que não se repita o campeão já classificado por um dos títulos ou ranking continental, têm vaga garantida na competição. A entidade organizadora criou uma ferramenta no site oficial para acompanhar a classificação dos clubes via ranking no primeiro Mundial de Clubes FIFA.
| Confederação       | Equipe              | Classificação                                                         | Datas de qualificação  |
| ------------------ | ------------------- | --------------------------------------------------------------------- | ---------------------- |
| UEFA (12 vagas)    | Chelsea             | Campeão da Liga dos Campeões da UEFA de 2020–21                       | 14 de março de 2023    |
| UEFA (12 vagas)    | Real Madrid         | Campeão da Liga dos Campeões da UEFA de 2021–22 (C) e 2023–24         | 14 de março de 2023    |
| UEFA (12 vagas)    | Manchester City     | Campeão da Liga dos Campeões da UEFA de 2022–23                       | 10 de junho de 2023    |
| UEFA (12 vagas)    | Bayern de Munique   | Classificação de 4 anos da UEFA                                       | 17 de dezembro de 2023 |
| UEFA (12 vagas)    | Paris Saint-Germain | Classificação de 4 anos da UEFA                                       | 17 de dezembro de 2023 |
| UEFA (12 vagas)    | Internazionale      | Classificação de 4 anos da UEFA                                       | 17 de dezembro de 2023 |
| UEFA (12 vagas)    | Porto               | Classificação de 4 anos da UEFA                                       | 17 de dezembro de 2023 |
| UEFA (12 vagas)    | Benfica             | Classificação de 4 anos da UEFA                                       | 17 de dezembro de 2023 |
| UEFA (12 vagas)    | Borussia Dortmund   | Classificação de 4 anos da UEFA                                       | 6 de março de 2024     |
| UEFA (12 vagas)    | Juventus            | Classificação de 4 anos da UEFA                                       | 12 de março de 2024    |
| UEFA (12 vagas)    | Atlético de Madrid  | Classificação de 4 anos da UEFA                                       | 16 de abril de 2024    |
| UEFA (12 vagas)    | Red Bull Salzburg   | Classificação de 4 anos da UEFA                                       | 17 de abril de 2024    |
| CONMEBOL (6 vagas) | Palmeiras           | Campeão da Copa Libertadores da América de 2021                       | 14 de março de 2023    |
| CONMEBOL (6 vagas) | Flamengo            | Campeão da Copa Libertadores da América de 2022                       | 14 de março de 2023    |
| CONMEBOL (6 vagas) | Fluminense          | Campeão da Copa Libertadores da América de 2023                       | 4 de novembro de 2023  |
| CONMEBOL (6 vagas) | Botafogo            | Campeão da Copa Libertadores da América de 2024                       | 30 de novembro de 2024 |
| CONMEBOL (6 vagas) | River Plate         | Classificação de 4 anos da CONMEBOL                                   | 14 de maio de 2024     |
| CONMEBOL (6 vagas) | Boca Juniors        | Classificação de 4 anos da CONMEBOL                                   | 22 de agosto de 2024   |
| AFC (4 vagas)      | Al-Hilal            | Campeão da Liga dos Campeões da AFC de 2021                           | 14 de março de 2023    |
| AFC (4 vagas)      | Urawa Red Diamonds  | Campeão da Liga dos Campeões da AFC de 2022                           | 6 de maio 2023         |
| AFC (4 vagas)      | Al Ain              | Campeão da Liga dos Campeões da AFC de 2023–24                        | 25 de maio de 2024     |
| AFC (4 vagas)      | Ulsan               | Classificação de 4 anos da AFC                                        | 17 de abril de 2024    |
| CAF (4 vagas)      | Al-Ahly             | Campeão da Liga dos Campeões da CAF de 2020–21 (C), 2022–23 e 2023–24 | 14 de março de 2023    |
| CAF (4 vagas)      | Wydad Casablanca    | Campeão da Liga dos Campeões da CAF de 2021–22                        | 14 de março de 2023    |
| CAF (4 vagas)      | Espérance de Tunis  | Classificação de 4 anos da CAF                                        | 26 de abril de 2024    |
| CAF (4 vagas)      | Mamelodi Sundowns   | Classificação de 4 anos da CAF                                        | 26 de abril de 2024    |
| CONCACAF (4 vagas) | Monterrey           | Campeão da Liga dos Campeões da CONCACAF de 2021                      | 14 de março de 2023    |
| CONCACAF (4 vagas) | Seattle Sounders    | Campeão da Liga dos Campeões da CONCACAF de 2022                      | 14 de março de 2023    |
| CONCACAF (4 vagas) | Pachuca             | Campeão da Copa dos Campeões da CONCACAF de 2024                      | 1 de junho de 2024     |
| CONCACAF (4 vagas) | Los Angeles FC      | Partida extra                                                         | 31 de maio de 2025     |
| OFC (1 vaga)       | Auckland City       | Classificação de 4 anos da OFC                                        | 17 de dezembro de 2023 |
| País-sede (1 vaga) | Inter Miami         | Campeão do MLS Supporters' Shield de 2024                             | 19 de outubro de 2024  |

(C) Título ou ranking continental que gerou a classificação.

### Por país
| País                   | Quantidade | Clubes                                        | Confederação |
| ---------------------- | ---------- | --------------------------------------------- | ------------ |
| Brasil                 | 4          | Palmeiras, Flamengo, Fluminense, Botafogo     | CONMEBOL     |
| Estados Unidos         | 3          | Seattle Sounders, Inter Miami, Los Angeles FC | CONCACAF     |
| Alemanha               | 2          | Bayern de Munique, Borussia Dortmund          | UEFA         |
| Argentina              | 2          | Boca Juniors, River Plate                     | CONMEBOL     |
| Espanha                | 2          | Real Madrid, Atlético de Madrid               | UEFA         |
| México                 | 2          | Monterrey, Pachuca                            | CONCACAF     |
| Inglaterra             | 2          | Manchester City, Chelsea                      | UEFA         |
| Itália                 | 2          | Internazionale, Juventus                      | UEFA         |
| Portugal               | 2          | Porto, Benfica                                | UEFA         |
| África do Sul          | 1          | Mamelodi Sundowns                             | CAF          |
| Arábia Saudita         | 1          | Al-Hilal                                      | AFC          |
| Áustria                | 1          | Red Bull Salzburg                             | UEFA         |
| Coreia do Sul          | 1          | Ulsan                                         | AFC          |
| Egito                  | 1          | Al-Ahly                                       | CAF          |
| Emirados Árabes Unidos | 1          | Al Ain                                        | AFC          |
| França                 | 1          | Paris Saint-Germain                           | UEFA         |
| Japão                  | 1          | Urawa Red Diamonds                            | AFC          |
| Marrocos               | 1          | Wydad Casablanca                              | CAF          |
| Nova Zelândia          | 1          | Auckland City                                 | OFC          |
| Tunísia                | 1          | Espérance de Tunis                            | CAF          |

## Formato
O formato é o mesmo que a FIFA adotou de 1998 até 2022 para a Copa do Mundo FIFA: 32 equipes dispostas em oito grupos com quatro equipes cada, e os dois primeiros de cada grupo se classificam para as oitavas de final.
Assim como ocorre com a copa de seleções, não existe a vaga do campeão para a próxima edição. Uma diferença é que, nesse novo certame de clubes, não haverá o jogo de disputa pelo terceiro lugar, sendo entregue apenas a medalha de ouro e de prata para as duas melhores equipes. Uma placa de lembrança será entregue para todas as equipes do evento e certificado de participação para todos os seus membros oficiais. As partidas seguem os padrões estabelecidos pela International Football Association Board no documento Laws of the Game.

## A taça do mundo e os símbolos
Com o objetivo de ser uma taça comparável ao da Copa do Mundo FIFA, segundo o presidente Infantino, um acabamento banhado a ouro de 24 quilates, com inscrições, vários idiomas e mapa-múndi sendo divulgado em 14 de novembro de 2024, tendo a sua presença física no sorteio dos grupos em 5 de dezembro, os campeões de cada edição recebem uma réplica. O troféu é o "símbolo do futuro, inspirado pelo passado" criado junto com a joalheria Tiffany & Co. O prêmio contém a data de inauguração, local e descrição do primeiro Mundial de Clubes FIFA da história:

(2025) JUNIO 15: Partido inaugural de la primera edición del Mundiales de Clubes FIFA, en los Estados Unidos de América (em espanhol)— Troféu Mundial de Clubes, 14 de novembro de 2024, site oficial da entidade.
Em 4 de setembro de 2024, a FIFA divulgou o emblema oficial e o hino do torneio. O emblema inspira-se na bola, na história e na cultura do futebol, com as iniciais do torneio abstraídas em um ícone circular do nome Mundial de Clubes — em inglês:  Club World Cup. O hino oficial do torneio contará com a música "Freed from Desire" da cantora italiana Gala Rizzatto. A canção, a nível de clubes, tornou-se destaque mundial após a final da Liga dos Campeões da UEFA de 2022–23 no vestiário, quando o futebolista Jack Grealish instruiu o elenco do Manchester City a cantarem "Rodri's on Fire", como homenagem ao jogador espanhol Rodri, responsável pelo único gol do time na final daquela competição.

## Transmissão
Em 15 de julho de 2024, a licitação de direitos de mídia para a nova competição de clubes da FIFA será aberta para as Américas, Ásia, Oriente Médio e Norte da África para as edições de 2025. A FIFA publicou um "convite para licitação nas Américas, Ásia, Oriente Médio e Norte da África" semanas após as negociações com a gigante da tecnologia Apple sobre um acordo exclusivo de direitos globais de US$ 1 bilhão para o torneio, que supostamente seria um quarto do valor-alvo de transmissão da FIFA para o torneio, terem sido paralisadas. Em 19 de setembro de 2024, a FIFA convocou uma reunião de emergência para discutir os direitos de transmissão, pois um acordo ainda não havia sido fechado.
Em 4 de dezembro de 2024, a FIFA confirmou acordo com a DAZN para transmitir globalmente e gratuitamente os 63 jogos do torneio em vários idiomas incluindo a possibilidade de sublicenciar para canais locais gratuitos em rede de difusão.
| País                       | Emissora     | Notas | Ref           |
| -------------------------- | ------------ | --- | ------------- |
| Caribe                     | Rush Sports  | Cobertura de todos os jogos                                                                               | [ 72 ]        |
| Caribe                     | DSports      | Cobertura de todos os jogos (exceto para Aruba, Barbados, Curaçao, Guiana, Suriname e Trinidade e Tobago) | [ 72 ]        |
| Costa Rica                 | Teletica     | Cobertura de todos os jogos                                                                               | [ 73 ]        |
| El Salvador                | Canal 4      | Cobertura de todos os jogos                                                                               | [ 74 ]        |
| Estados Unidos (anfitrião) | TNT Sports   | Cobertura de 18 jogos, incluindo abertura e final em inglês                                               | [ 75 ] [ 76 ] |
| Estados Unidos (anfitrião) | Univision    | Cobertura de 24 jogos, incluindo abertura e final em espanhol                                             | [ 75 ] [ 76 ] |
| Estados Unidos (anfitrião) | UniMás       | Cobertura de 24 jogos, incluindo abertura e final em espanhol                                             | [ 75 ] [ 76 ] |
| Estados Unidos (anfitrião) | TUDN         | Cobertura de 24 jogos, incluindo abertura e final em espanhol                                             | [ 75 ] [ 76 ] |
| Honduras                   | Deportes TVC | Cobertura de todos os jogos                                                                               | [ 77 ]        |
| México                     | TUDN         | Cobertura de 31 jogos, com maior foco nos times mexicanos, incluindo abertura e final                     | [ 78 ]        |

| País              | Emissora           | Notas                                                                                       | Ref           |
| ----------------- | ------------------ | ------------------------------------------------------------------------------------------- | ------------- |
| Todo o continente | DSports            | Cobertura de todos os jogos                                                                 | [ 79 ]        |
| Todo o continente | Disney+            | Cobertura de até 16 jogos, com maior foco nos times argentinos, incluindo abertura e final  | [ 80 ]        |
| Argentina         | Telefe             | Cobertura de até 21 jogos, com maior foco nos times argentinos, incluindo abertura e final  | [ 81 ]        |
| Bolívia           | Tigo Sports        | Cobertura de todos os jogos                                                                 | [ 82 ]        |
| Bolívia           | Tueves             | Cobertura de todos os jogos                                                                 | [ 82 ]        |
| Bolívia           | Cotas              | Cobertura de todos os jogos                                                                 | [ 82 ]        |
| Bolívia           | Entel              | Cobertura de todos os jogos                                                                 | [ 82 ]        |
| Bolívia           | XDigital           | Cobertura de todos os jogos                                                                 | [ 82 ]        |
| Bolívia           | Red Uno            | Cobertura de todos os jogos                                                                 | [ 82 ]        |
| Brasil            | TV Globo           | Cobertura de até 25 jogos, com maior foco nos times brasileiros, incluindo abertura e final | [ 83 ] [ 84 ] |
| Brasil            | SporTV             | Cobertura de todos os jogos                                                                 | [ 83 ] [ 84 ] |
| Brasil            | CazéTV             | Cobertura de todos os jogos                                                                 | [ 83 ] [ 84 ] |
| Chile             | Chilevisión        | Cobertura de um jogo por dia                                                                | [ 85 ]        |
| Colômbia          | Win Sports         | Cobertura de 21 jogos, incluindo abertura e final                                           | [ 86 ]        |
| Equador           | Teleamazonas       | Cobertura de jogos selecionados                                                             | [ 87 ]        |
| Paraguai          | Tigo Sports        | Cobertura de todos os jogos                                                                 |               |
| Peru              | América Televisión | Cobertura de um jogo por dia                                                                | [ 88 ]        |
| Uruguai           | Flow               | Cobertura de todos os jogos                                                                 |               |
| Uruguai           | Nuevo Siglo        | Cobertura de todos os jogos                                                                 |               |
| Uruguai           | Montecable         | Cobertura de todos os jogos                                                                 |               |
| Uruguai           | TCC                | Cobertura de todos os jogos                                                                 |               |
| Venezuela         | Televen            | Cobertura de todos os jogos                                                                 | [ 89 ]        |

| País        | Emissora  | Notas                                                                                | Ref    |
| ----------- | --------- | ------------------------------------------------------------------------------------ | ------ |
| Bulgária    | BNT       | Cobertura de dois jogos por semana                                                   | [ 90 ] |
| Espanha     | Mediaset  | Cobertura de um jogo por semana                                                      | [ 91 ] |
| França      | TF1       | Cobertura de jogos do Paris Saint-Germain Football Club e final                      | [ 92 ] |
| Itália      | Mediaset  | Cobertura de um jogo por semana                                                      | [ 91 ] |
| Portugal    | TVI       | Cobertura de 12 jogos, com maior foco nas equipas portuguesas.                       | [ 93 ] |
| Portugal    | DAZN      | Cobertura de todos os jogos, tanto gratuitamente online, quanto nos canais lineares. | [ 94 ] |
| Reino Unido | Channel 5 | Cobertura de 23 jogos, com maior foco nos times ingleses, incluindo abertura e final | [ 95 ] |

| País              | Emissora         | Notas                            | Ref    |
| ----------------- | ---------------- | -------------------------------- | ------ |
| África subsariana | Iris Sport Media | Distribuição                     | [ 96 ] |
| Egito             | MBC Group        | Distribuição                     | [ 97 ] |
| Moçambique        | Miramar          | Cobertura de jogos selecionados. | [ 98 ] |

| País          | Emissora     | Notas                       | Ref     |
| ------------- | ------------ | --------------------------- | ------- |
| Austrália     | Fox Sports   | Cobertura de todos os jogos | [ 99 ]  |
| Austrália     | Kayo Sports  | Cobertura de todos os jogos | [ 99 ]  |
| China         | Migu         | Cobertura de todos os jogos |         |
| China         | CCTV         | Cobertura somente da final  |         |
| Coreia do Sul | Coupang Play | Cobertura de todos os jogos | [ 100 ] |

## Patrocínio
| Parceiros da FIFA                                                           | Patrocinadores do Mundial de Clubes FIFA de 2025                   |
| --------------------------------------------------------------------------- | ------------------------------------------------------------------ |
| - Adidas - Aramco - Coca-Cola - Hyundai–Kia - Lenovo - Qatar Airways - Visa | - Anheuser-Busch InBev - Bank of America - Hisense - Rock-it Cargo |

## Premiação
Em 5 de março, a FIFA anunciou a premiação total para a competição em um bilhão de dólares — cerca de 5,8 bilhões de reais, pela cotação do dia. A entidade não detalhou como os valores serão pagos aos clubes e às federações, a título de ajuda no desenvolvimento do futebol. A indicação da entidade é que todo o valor distribuído virá dos patrocínios e venda de ingressos, sem dinheiro da FIFA.
| “                                                          | A Copa do Mundo de Clubes da FIFA não será apenas o auge do futebol de clubes, mas também uma demonstração vívida de solidariedade que beneficiará os clubes em uma escala que nenhuma outra competição jamais fez. Toda a receita gerada pelo torneio será distribuída aos clubes participantes e por meio da solidariedade dos clubes em todo o mundo, já que a FIFA não ficará com um único dólar. As reservas da FIFA, que estão lá para o desenvolvimento do futebol global, permanecerão intocadas. | ” |
| — Gianni Infantino, presidente da FIFA, sobre a premiação, | |   |

## Controvérsias

### Impacto da quantidade
O novo torneio e a quantidade de clubes foi criticada pela FIFPRO, uma união global de jogadores profissionais, bem como pelo World Leagues Forum, que representa as ligas profissionais; ambas as organizações levantaram preocupações sobre o bem-estar dos jogadores devido aos jogos adicionais em um calendário de jogo já congestionado. A liga espanhola da primeira divisão, La Liga, também criticou o plano e disse em um comunicado que consideraria uma ação legal para bloquear a expansão. Muitos clubes e federações nacionais se opuseram ao seu agendamento, acusando a FIFA de priorizar o dinheiro sobre a saúde dos jogadores.
A manutenção do torneio anual com a nova Copa Intercontinental da FIFA também foi criticada por criar uma sobrecarga de competições que colocaria ainda mais a saúde dos jogadores em risco. Em maio de 2024, a FIFPRO e a World Leagues Forum publicaram uma carta que enviaram à FIFA que pede um reagendamento do torneio para dar aos jogadores mais tempo para descansar entre as principais competições, que também viram expansões. As organizações também afirmaram na carta que aconselhariam os clubes membros a buscar ações legais ou outras opções no caso de o congestionamento do cronograma não ser abordado. Em 13 de junho de 2024, a FIFPRO anunciou que a Professional Footballers' Association (PFA) da Inglaterra e a Union Nationale des Footballeurs Professionnels (UNPF) da França apresentaram uma reclamação legal ao Tribunal Empresarial em Bruxelas para protestar contra o torneio.

### Impacto das transferências
O impacto potencial das transferências no torneio foi questionado, já que a Janela de transferência estará aberta em muitas ligas durante o torneio e, portanto, os jogadores no torneio poderiam ser transferidos para um clube diferente durante o torneio. , inclusive para outras equipes jogando. Além disso, muitos contratos de jogadores na Europa expiram em 30 de junho, o que pode afetar a participação de alguns jogadores.
Em 3 de outubro de 2024, a FIFA anunciou que uma janela de transferência opcional de 1 a 10 de junho será permitida para as associações-membro cujos clubes se classificaram para o torneio. Se esta janela for implementada, estará disponível para todos os clubes das federações em causa e não apenas para aqueles que participam no Mundial de Clubes. Para resolver a questão contratual, a FIFA afirmou que haveria um "período restrito de competição" de 27 de junho a 3 de julho "dentro de um limite definido e de acordo com limitações específicas", quando os clubes poderão substituir jogadores cujos contratos estão prestes a expirar.

### Impacto da propriedade multiclube
Em uma questão não exclusiva do Mundial de Clubes, alguns times no torneio são de propriedade de grupos de propriedade multiclube, incluindo os qualificadores do torneio Pachuca e León, ambos de propriedade do Grupo Pachuca, e que podem levantar preocupações de conflito de interesses. Depois dos clubes mexicanos já terem sido classificados e anunciados pela FIFA, a entidade anunciou o regulamento do torneio de que os clubes na competição não podem possuir ações, ser membros de outros clubes ou influenciar seu desempenho. Da mesma forma, os indivíduos não podem administrar ou influenciar simultaneamente vários clubes. "Influência" neste contexto é definida como deter a maioria dos direitos de voto, ter o direito de nomear ou remover a maioria dos membros do conselho, controlar a maioria dos direitos de voto por meio de acordos ou exercer uma influência decisiva na tomada de decisões do clube. Caso dois ou mais clubes não atendam aos critérios, supostamente o Comitê Disciplinar da FIFA analisará os casos para determinar o status de admissão, e a secretaria geral da FIFA permitirá que apenas um dos clubes em conflito participe, ao mesmo tempo em que seleciona o substituto do clube proibido na competição.
Em novembro de 2024, o clube costarriquenho Alajuelense anunciou que havia solicitado à FIFA que aplicasse sua regra de propriedade multiclube para desqualificar o Pachuca ou o León e que entraria com uma ação legal se necessário. Entretanto, no site oficial do sorteio, a FIFA confirmou a presença dos 32 clubes classificados para o caminho até o troféu na edição inaugural do torneio de clubes. Em 4 de fevereiro de 2025, o Alajuelense entrou com um recurso no Tribunal Arbitral do Esporte contra a FIFA, o Pachuca e o León. No final das contas, o caso contra o Grupo Pachuca foi bem-sucedido e o León foi removido do torneio em 21 de março de 2025.

### Seleção do Inter Miami CF
Assim como nas edições da antiga Copa do Mundo de Clubes da FIFA e nas edições de Copa do Mundo FIFA, o novo torneio alocou uma vaga reservada para o país anfitrião. No formato do mundial anual até 2023, essa vaga era preenchida pelo atual campeão do país anfitrião. Ao contrário de muitas ligas de futebol ao redor do mundo, o campeão da Major League Soccer é determinado por uma eliminatória em vez do desempenho na temporada regular. O método de qualificação ficou indeterminado por um longo período de tempo na temporada regular de 2024. No Jogo das estrelas de meio de temporada, o comissário da liga Don Garber sugeriu que a vaga poderia ser preenchida pelo vencedor do MLS Supporters' Shield de 2024, o vencedor da MLS Cup 2024 ou um possível playoff entre eles. Em 19 de outubro de 2024, a FIFA anunciou que a vaga final seria dada ao Inter Miami CF como vencedor do Supporters' Shield de 2024, antes do início dos playoffs da MLS Cup de 2024 e depois que o Inter Miami CF já tivesse vencido o Shield. Esta decisão foi criticada por fãs e especialistas da mídia por sua falta de transparência, falta de qualificação por mérito esportivo tradicional e como uma tentativa de cortejar patrocinadores, garantindo que Lionel Messi participasse do torneio. Em 10 de novembro de 2024, o Inter Miami CF foi eliminado dos playoffs da MLS Cup pelo Atlanta United FC na primeira eliminatória. Apesar disso, o técnico do Inter Miami CF Gerardo Martino defendeu a seleção do time, argumentando que o Supporters' Shield era justificativa suficiente para a seleção.

### Interrupções de partidas por fatores climáticos
Em 17 de junho, o jogo entre Mamelodi Sundowns e Ulsan pela fase de grupos teve o início atrasado em mais de uma hora por conta de uma ameaça de temporal em Orlando. A partida havia sido marcada para as 18 horas locais, mas só começou as 19h05. No dia seguinte, o jogo entre Pachuca e FC Red Bull Salzburg acabou sendo suspenso por conta de uma tempestade de raios em Cincinnati, retornando após 1h30 de interrupção. No dia 19, o jogo entre Palmeiras e Al-Ahly na fase de grupos também foi suspenso após um alerta de temporal em Nova Jérsia. A partida foi retomada após 45 minutos de pausa. No dia 28, o jogo das oitavas de final entre Benfica e Chelsea foi interrompido após uma ameaça de tempestade em Charlotte, com a paralização acontecendo em meio aos acréscimos do jogo, durando 1h30. Em nota, a FIFA informou que as interrupções ocorreram conforme mandava o protocolo da competição em um acordo firmado com o governo norte-americano em questões climáticas.

## Partida extra
Em 21 de março, a FIFA, em decisão, anunciou a exclusão do León, do México, em função de ter o mesmo dono do Pachuca, também do México e que também disputará a competição. Como o León, entre os dois, foi o último a se classificar, conforme os critérios estabelecidos, foi excluído.
O León e o Pachuca entraram com apelações no Tribunal Arbitral do Esporte (TAS) sobre a exclusão do León da competição. Por outro lado, a Alajuelense, da Costa Rica, também entrou com uma apelação no TAS alegando ser o possuidor da vaga após a exclusão do clube mexicano. Em 6 de maio, TAS anunciou a decisão de rejeitar todos os recursos apresentados.
Logo após a decisão do TAS sobre os recursos apresentados, a FIFA divulgou que o Los Angeles FC, dos Estados Unidos — vice-campeão continental em 2023 — e o América, do México — o clube de maior pontuação no ranking da CONCACAF — farão uma partida para disputar a vaga aberta pela exclusão do León. Em 16 de maio, a FIFA confirmou a partida da 31 de maio, às 19:30 (horário local), no BMO Stadium, em Los Angeles.
|  | Los Angeles FC |  | América |  |

| G                | 1  | Lloris       |      |           |
| LD               | 14 | Palencia     | 66'  |           |
| Z                | 4  | Segura       |      |           |
| Z                | 33 | Long         |      | 105'      |
| LE               | 24 | Hollingshead |      |           |
| V                | 8  | Delgado      | 62'  | 74'       |
| V                | 11 | Tillman      | 110' | 120'      |
| V                | 6  | Igor Jesus   | 59'  |           |
| M                | 99 | Bouanga      |      |           |
| A                | 17 | Ebobisse     |      | 74'       |
| M                | 27 | Ordaz        |      | 68'       |
| Reservas:        |    |              |      |           |
| G                | 12 | Hasal        |      |           |
| G                | 18 | Ochoa        |      |           |
| Z                | 5  | Marlon       |      | 105'      |
| Z                | 25 | Chanot       |      |           |
| Z                | 29 | Smoliakov    |      |           |
| Z                | 30 | Martínez     |      | 68' 120'  |
| Z                | 91 | Tafari       |      |           |
| M                | 20 | Yeboah       |      | 120'      |
| M                | 21 | Raposo       |      | 120'      |
| M                | 23 | Amaya        | 104' | 90+4'     |
| M                | 43 | Saldaña      |      |           |
| A                | 9  | Giroud       |      | 74'       |
| A                | 22 | Ünder        |      | 74' 90+4' |
| Treinador:       |    |              |      |           |
| Steve Cherundolo |    |              |      |           |

| G             | 1  | Malagón             |      |     |
| LD            | 5  | Kevin Álvarez       |      | 90' |
| Z             | 4  | Cáceres             | 18'  | 85' |
| Z             | 3  | Reyes               | 119' |     |
| LE            | 26 | Cristian Borja      |      | 90' |
| V             | 13 | Cervantes           |      | 46' |
| V             | 28 | Sánchez             |      |     |
| M             | 8  | Fidalgo             |      |     |
| M             | 11 | Dávila              |      | 46' |
| M             | 17 | Zendejas            | 89'  | 89' |
| A             | 27 | Aguirre             |      | 89' |
| Reservas:     |    |                     |      |     |
| G             | 12 | Estrada             |      |     |
| G             | 30 | Cota                |      |     |
| Z             | 14 | Araújo              |      |     |
| Z             | 18 | Calderón            |      | 89' |
| Z             | 29 | Juárez              |      | 85' |
| Z             | 32 | Vázquez             |      | 89' |
| M             | 6  | Jonathan dos Santos |      | 46' |
| M             | 7  | Rodríguez           |      | 46' |
| M             | 10 | Valdés              |      | 90' |
| M             | 24 | Dilrosun            |      | 90' |
| M             | 34 | Espinoza            |      |     |
| A             | 21 | Martín              |      |     |
| A             | 35 | Lozano              |      |     |
| A             | 36 | Ramírez             |      |     |
| A             | 44 | Arriaga             |      |     |
| Treinador:    |    |                     |      |     |
| André Jardine |    |                     |      |     |

| G                | 1  | Lloris       |      |           |
| LD               | 14 | Palencia     | 66'  |           |
| Z                | 4  | Segura       |      |           |
| Z                | 33 | Long         |      | 105'      |
| LE               | 24 | Hollingshead |      |           |
| V                | 8  | Delgado      | 62'  | 74'       |
| V                | 11 | Tillman      | 110' | 120'      |
| V                | 6  | Igor Jesus   | 59'  |           |
| M                | 99 | Bouanga      |      |           |
| A                | 17 | Ebobisse     |      | 74'       |
| M                | 27 | Ordaz        |      | 68'       |
| Reservas:        |    |              |      |           |
| G                | 12 | Hasal        |      |           |
| G                | 18 | Ochoa        |      |           |
| Z                | 5  | Marlon       |      | 105'      |
| Z                | 25 | Chanot       |      |           |
| Z                | 29 | Smoliakov    |      |           |
| Z                | 30 | Martínez     |      | 68' 120'  |
| Z                | 91 | Tafari       |      |           |
| M                | 20 | Yeboah       |      | 120'      |
| M                | 21 | Raposo       |      | 120'      |
| M                | 23 | Amaya        | 104' | 90+4'     |
| M                | 43 | Saldaña      |      |           |
| A                | 9  | Giroud       |      | 74'       |
| A                | 22 | Ünder        |      | 74' 90+4' |
| Treinador:       |    |              |      |           |
| Steve Cherundolo |    |              |      |           |

| G             | 1  | Malagón             |      |     |
| LD            | 5  | Kevin Álvarez       |      | 90' |
| Z             | 4  | Cáceres             | 18'  | 85' |
| Z             | 3  | Reyes               | 119' |     |
| LE            | 26 | Cristian Borja      |      | 90' |
| V             | 13 | Cervantes           |      | 46' |
| V             | 28 | Sánchez             |      |     |
| M             | 8  | Fidalgo             |      |     |
| M             | 11 | Dávila              |      | 46' |
| M             | 17 | Zendejas            | 89'  | 89' |
| A             | 27 | Aguirre             |      | 89' |
| Reservas:     |    |                     |      |     |
| G             | 12 | Estrada             |      |     |
| G             | 30 | Cota                |      |     |
| Z             | 14 | Araújo              |      |     |
| Z             | 18 | Calderón            |      | 89' |
| Z             | 29 | Juárez              |      | 85' |
| Z             | 32 | Vázquez             |      | 89' |
| M             | 6  | Jonathan dos Santos |      | 46' |
| M             | 7  | Rodríguez           |      | 46' |
| M             | 10 | Valdés              |      | 90' |
| M             | 24 | Dilrosun            |      | 90' |
| M             | 34 | Espinoza            |      |     |
| A             | 21 | Martín              |      |     |
| A             | 35 | Lozano              |      |     |
| A             | 36 | Ramírez             |      |     |
| A             | 44 | Arriaga             |      |     |
| Treinador:    |    |                     |      |     |
| André Jardine |    |                     |      |     |

## Fase de grupos
Na fase de grupos, as equipes serão divididas em oito grupos de quatro (grupos A a H). As equipes de cada grupo se enfrentarão, do qual as duas melhores equipes avançarão para as oitavas de final.
| Critérios de desempate para jogos em grupo |
| --- |
| A classificação das equipes na fase de grupos é determinada da seguinte forma: 1. Pontos obtidos em todas as partidas do grupo. 2. Pontos obtidos nas partidas disputadas entre as equipes em questão. 3. Saldo de gols nas partidas disputadas entre as equipes em questão. 4. Número de gols marcados nas partidas disputadas entre as equipes em questão. 5. Se após a aplicação dos critérios 2 a 4 as equipes ainda tiverem classificação igual, os critérios 2 a 4 serão reaplicados exclusivamente às partidas entre as equipes que ainda estão empatadas para determinar sua classificação final. Se este procedimento não conduzir a uma decisão, serão aplicados os critérios 6 a 9. 6. Saldo de gols em todas as partidas do grupo. 7. Número de gols marcados em todas as partidas do grupo. 8. Pontos de fair play em todas as partidas do grupo (apenas uma dedução pode ser aplicada a um jogador ou técnico em uma única partida): - Cartão amarelo: −1 ponto - Cartão vermelho indireto (segundo cartão amarelo): −3 pontos - Cartão vermelho direto: −4 pontos - Cartão amarelo e cartão vermelho direto: −5 pontos 9. Sorteio. Notas 1. |

### Sorteio
O sorteio dos oito grupos de quatro equipes foi realizado em 5 de dezembro, às 13 horas (horário local), em Miami — uma das 11 sedes do torneio — e teve transmissão através do site da entidade e também pelo streaming FIFA+ junto com a DAZN, que foi confirmada, em 4 de dezembro, como a parceira oficial de transmissão de todos os jogos do torneio.
A FIFA compilou os potes do sorteio da seguinte forma, com as equipes classificadas dentro de cada confederação com base no sistema de classificação de clubes da FIFA:
- Pote 1: as quatro equipes mais bem classificadas da UEFA e da CONMEBOL
- Pote 2: as oito equipes restantes da UEFA
- Pote 3: as duas equipes mais bem classificadas de cada uma das AFC, CAF e CONCACAF, e as duas equipes restantes da CONMEBOL
- Pote 4: as equipes restantes da AFC, CAF, CONCACAF, OFC e do país anfitrião

No sorteio, as equipes da mesma confederação não poderiam ser sorteadas para o mesmo grupo, exceto as equipes da UEFA, para as quais haveria pelo menos uma e não mais do que duas por grupo. Além disso, nenhuma equipe da UEFA da mesma associação nacional poderia ser sorteada para o mesmo grupo. Os grupos com dois europeus necessariamente envolveriam os quatro melhores ranqueados (Manchester City, Real Madrid, Bayern de Munique e PSG, do "Pote 1") contra os quatro piores ranqueados da UEFA nos últimos quatro anos (Atlético de Madrid, Benfica, Juventus e RB Salzburg, do "Pote 2").
Para manter o equilíbrio competitivo, dois caminhos separados de quatro grupos foram estabelecidos para a fase eliminatória. Eles foram compostos da seguinte forma:
- Caminho 1: vencedores dos grupos A, C, E e G, pareados com os segundos colocados dos grupos B, D, F e H
- Caminho 2: vencedores dos grupos B, D, F e H, pareados com os segundos colocados dos grupos A, C, E e G

Dados esses caminhos, as equipes da UEFA e da CONMEBOL enfrentaram as seguintes restrições no sorteio:
- As equipes da UEFA classificadas de 1 a 2 e as equipes da CONMEBOL classificadas de 1 a 2 seriam alocadas em caminhos separados, impedidas de se encontrarem até as semifinais, caso ganhem seus grupos
- As equipes da UEFA classificadas de 3 a 4 e as equipes da CONMEBOL classificadas de 3 a 4 seriam alocadas em caminhos separados, impedidas de se encontrarem até as semifinais, caso ganhem seus grupos
- As equipes da UEFA classificadas de 1 a 4 seriam sorteadas em grupos que as impediriam de se encontrarem até as semifinais, caso ganhem seus grupos
- As equipes da CONMEBOL classificadas de 1 a 4 seriam sorteadas em grupos que impedir que se encontrem até as semifinais caso ganhem seus grupos
- As equipes da UEFA classificadas de 5 a 8 seriam sorteadas em grupos com as equipes da CONMEBOL classificadas de 1 a 4
- As equipes da UEFA classificadas de 9 a 12 seriam sorteadas em grupos com as equipes da UEFA classificadas de 1 a 4

Como equipes do país anfitrião e para fins de agendamento, Inter Miami e Seattle Sounders foram sorteadas na posição 4 dos grupos A e B, respectivamente. Consequentemente, as equipes sorteadas nos grupos A e B seriam alocadas na posição correspondente ao seu pote de sorteio.
O sorteio começou com o "Pote 1" e terminou com o "Pote 4", com cada equipe selecionada e alocada no primeiro grupo disponível em ordem alfabética. Para os grupos C a H, a posição da equipe dentro do grupo seria então sorteada (para fins do cronograma da partida), com as equipes do "Pote 1" automaticamente sorteadas na posição 1 de cada grupo.
Em 2 de dezembro, a FIFA divulgou os potes para o sorteio. Eram eles:
| Equipe                    | Confederação              | Pontos                    | Equipe             | Confederação | Pontos |
| Pote 1 (cabeças de chave) | Pote 1 (cabeças de chave) | Pote 1 (cabeças de chave) | Pote 2             | Pote 2       | Pote 2 |
| ------------------------- | ------------------------- | ------------------------- | ------------------ | ------------ | ------ |
| Manchester City           | UEFA                      | 123                       | Chelsea            | UEFA         | 79     |
| Real Madrid               | UEFA                      | 119                       | Borussia Dortmund  | UEFA         | 79     |
| Bayern de Munique         | UEFA                      | 108                       | Internazionale     | UEFA         | 76     |
| Paris Saint-Germain       | UEFA                      | 85                        | Porto              | UEFA         | 68     |
| Flamengo                  | CONMEBOL                  | 141                       | Atlético de Madrid | UEFA         | 67     |
| Palmeiras                 | CONMEBOL                  | 140                       | Benfica            | UEFA         | 52     |
| River Plate               | CONMEBOL                  | 103                       | Juventus           | UEFA         | 47     |
| Fluminense                | CONMEBOL                  | 97                        | Red Bull Salzburg  | UEFA         | 40     |
| Pote 3                    | Pote 3                    | Pote 3                    | Pote 4             | Pote 4       | Pote 4 |
| Al-Hilal                  | AFC                       | 118                       | Urawa Red Diamonds | AFC          | 49     |
| Ulsan                     | AFC                       | 81                        | Al Ain             | AFC          | 43     |
| Al-Ahly                   | CAF                       | 140                       | Espérance de Tunis | CAF          | 100    |
| Wydad Casablanca          | CAF                       | 108                       | Mamelodi Sundowns  | CAF          | 98     |
| Monterrey                 | CONCACAF                  | 52                        | Pachuca            | CONCACAF     | 34     |
| León                      | CONCACAF                  | 47                        | Seattle Sounders   | CONCACAF     | 28     |
| Boca Juniors              | CONMEBOL                  | 71                        | Auckland City      | OFC          | 66     |
| Botafogo                  | CONMEBOL                  | 37                        | Inter Miami        | País-sede    | —      |

### Grupo A
| Pos | Equipe      | Pts | J | V | E | D | GP | GC | SG | Classificação ou descenso |
| --- | ----------- | --- | - | - | - | - | -- | -- | -- | ------------------------- |
| 1   | Palmeiras   | 5   | 3 | 1 | 2 | 0 | 4  | 2  | +2 | Oitavas de final          |
| 2   | Inter Miami | 5   | 3 | 1 | 2 | 0 | 4  | 3  | +1 | Oitavas de final          |
| 3   | Porto       | 2   | 3 | 0 | 2 | 1 | 5  | 6  | −1 |                           |
| 4   | Al-Ahly     | 2   | 3 | 0 | 2 | 1 | 4  | 6  | −2 |                           |

1. 1 2  Empate no confronto direto (Inter Miami CF 2–2 Palmeiras). O saldo de gols foi usado como critério de desempate
2. 1 2  Empate no confronto direto (Porto 4–4 Al Ahly). O saldo de gols foi usado como critério de desempate

| 14 de junho   | Al-Ahly | 0 – 0            | Inter Miami | Hard Rock Stadium, Miami Gardens             |
| 20:00 (UTC−4) |         | Relatório (FIFA) |             | Público: 60 927 Árbitro: AUS Alireza Faghani |

| 15 de junho   | Palmeiras | 0 – 0            | Porto | MetLife Stadium, East Rutherford           |
| 18:00 (UTC−4) |           | Relatório (FIFA) |       | Público: 46 275 Árbitro: HON Said Martínez |

| 19 de junho   | Palmeiras                       | 2 – 0            | Al-Ahly | MetLife Stadium, East Rutherford            |
| 12:00 (UTC−4) | Abou Ali 49' (g.c.) · López 59' | Relatório (FIFA) |         | Público: 35 179 Árbitro: ENG Anthony Taylor |

| 19 de junho   | Inter Miami             | 2 – 1            | Porto         | Mercedes-Benz Stadium, Atlanta              |
| 15:00 (UTC−4) | Segovia 47' · Messi 54' | Relatório (FIFA) | Samu 8' (pen) | Público: 31 783 Árbitro: CHI Cristián Garay |

| 23 de junho   | Inter Miami              | 2 – 2            | Palmeiras                   | Hard Rock Stadium, Miami Gardens              |
| 21:00 (UTC−4) | Allende 16' · Suárez 65' | Relatório (FIFA) | Paulinho 80' · Maurício 87' | Público: 60 914 Árbitro: POL Szymon Marciniak |

| 23 de junho   | Porto                                              | 4 – 4            | Al-Ahly                                               | MetLife Stadium, East Rutherford              |
| 21:00 (UTC−4) | Mora 23' · William Gomes 50' · Samu 53' · Pepê 89' | Relatório (FIFA) | Abou Ali 15', 45+2' (pen), 51' · Ali Ben Romdhane 64' | Público: 39 893 Árbitro: VEN Jesús Valenzuela |

### Grupo B
| Pos | Equipe              | Pts | J | V | E | D | GP | GC | SG | Classificação ou descenso |
| --- | ------------------- | --- | - | - | - | - | -- | -- | -- | ------------------------- |
| 1   | Paris Saint-Germain | 6   | 3 | 2 | 0 | 1 | 6  | 1  | +5 | Oitavas de final          |
| 2   | Botafogo            | 6   | 3 | 2 | 0 | 1 | 3  | 2  | +1 | Oitavas de final          |
| 3   | Atlético de Madrid  | 6   | 3 | 2 | 0 | 1 | 4  | 5  | −1 |                           |
| 4   | Seattle Sounders    | 0   | 3 | 0 | 0 | 3 | 2  | 7  | −5 |                           |

1. 1 2 3  Empatados em pontos no confronto direto (3). Saldo de gols no confronto direto: Paris Saint-Germain +3, Botafogo 0, Atlético de Madrid –3.

| 15 de junho   | Paris Saint-Germain                                                    | 4 – 0            | Atlético de Madrid | Rose Bowl, Pasadena                        |
| 12:00 (UTC−7) | Fabián Ruiz 19' · Vitinha 45+1' · Mayulu 87' · Lee Kang-in 90+7' (pen) | Relatório (FIFA) |                    | Público: 80 619 Árbitro: ROU István Kovács |

| 15 de junho   | Botafogo                        | 2 – 1            | Seattle Sounders | Lumen Field, Seattle                      |
| 19:00 (UTC−7) | Jair Cunha 28' · Igor Jesus 44' | Relatório (FIFA) | Roldan 75'       | Público: 30 151 Árbitro: SWE Glenn Nyberg |

| 19 de junho   | Seattle Sounders | 1 – 3            | Atlético de Madrid            | Lumen Field, Seattle                     |
| 15:00 (UTC−7) | Rusnák 50'       | Relatório (FIFA) | Barrios 11', 55' · Witsel 47' | Público: 51 636 Árbitro: ARG Yael Falcón |

| 19 de junho   | Paris Saint-Germain | 0 – 1            | Botafogo       | Rose Bowl, Pasadena                       |
| 18:00 (UTC−7) |                     | Relatório (FIFA) | Igor Jesus 36' | Público: 53 699 Árbitro: CAN Drew Fischer |

| 23 de junho   | Seattle Sounders | 0 – 2            | Paris Saint-Germain            | Lumen Field, Seattle                        |
| 12:00 (UTC−7) |                  | Relatório (FIFA) | Kvaratskhelia 35' · Hakimi 66' | Público: 50 628 Árbitro: CHI Cristián Garay |

| 23 de junho   | Atlético de Madrid | 1 – 0            | Botafogo | Rose Bowl, Pasadena                      |
| 12:00 (UTC−7) | Griezmann 87'      | Relatório (FIFA) |          | Público: 22 992 Árbitro: MEX César Ramos |

### Grupo C
| Pos | Equipe            | Pts | J | V | E | D | GP | GC | SG  | Classificação ou descenso |
| --- | ----------------- | --- | - | - | - | - | -- | -- | --- | ------------------------- |
| 1   | Benfica           | 7   | 3 | 2 | 1 | 0 | 9  | 2  | +7  | Oitavas de final          |
| 2   | Bayern de Munique | 6   | 3 | 2 | 0 | 1 | 12 | 2  | +10 | Oitavas de final          |
| 3   | Boca Juniors      | 2   | 3 | 0 | 2 | 1 | 4  | 5  | −1  |                           |
| 4   | Auckland City     | 1   | 3 | 0 | 1 | 2 | 1  | 17 | −16 |                           |

| 15 de junho   | Bayern de Munique                                                                           | 10 – 0           | Auckland City | TQL Stadium, Cincinnati              |
| 12:00 (UTC−4) | Coman 6', 21' · Boey 18' · Olise 20', 45+3' · Müller 45', 89' · Musiala 67', 73' (pen), 84' | Relatório (FIFA) |               | Público: 21 152 Árbitro: SEN Issa Sy |

| 16 de junho   | Boca Juniors                        | 2 – 2            | Benfica                             | Hard Rock Stadium, Miami Gardens         |
| 18:00 (UTC−4) | Otamendi 21' (g.c.) · Battaglia 27' | Relatório (FIFA) | Di María 45+3' (pen) · Otamendi 84' | Público: 55 574 Árbitro: MEX César Ramos |

| 20 de junho   | Benfica                                                                                   | 6 – 0            | Auckland City | Inter&Co Stadium, Orlando                 |
| 12:00 (UTC−4) | Di María 45+8' (pen), 90+8' (pen) · Pavlidis 53' · Renato Sanches 63' · Barreiro 76', 78' | Relatório (FIFA) |               | Público: 6 730 Árbitro: QAT Salman Falahi |

| 20 de junho   | Bayern de Munique      | 2 – 1            | Boca Juniors    | Hard Rock Stadium, Miami Gardens             |
| 21:00 (UTC−4) | Kane 18' · Olise 84' · | Relatório (FIFA) | Merentiel 66' · | Público: 63 587 Árbitro: AUS Alireza Faghani |

| 24 de junho   | Benfica         | 1 – 0            | Bayern de Munique | Bank of America Stadium, Charlotte             |
| 15:00 (UTC−4) | Schjelderup 13' | Relatório (FIFA) |                   | Público: 33 287 Árbitro: FRA François Letexier |

| 24 de junho   | Auckland City | 1 – 1            | Boca Juniors      | Geodis Park, Nashville                    |
| 14:00 (UTC−5) | Gray 52'      | Relatório (FIFA) | Garrow 26' (g.c.) | Público: 16 899 Árbitro: SWE Glenn Nyberg |

### Grupo D
| Pos | Equipe             | Pts | J | V | E | D | GP | GC | SG | Classificação ou descenso |
| --- | ------------------ | --- | - | - | - | - | -- | -- | -- | ------------------------- |
| 1   | Flamengo           | 7   | 3 | 2 | 1 | 0 | 6  | 2  | +4 | Oitavas de final          |
| 2   | Chelsea            | 6   | 3 | 2 | 0 | 1 | 6  | 3  | +3 | Oitavas de final          |
| 3   | Espérance de Tunis | 3   | 3 | 1 | 0 | 2 | 1  | 5  | −4 |                           |
| 4   | Los Angeles FC     | 1   | 3 | 0 | 1 | 2 | 1  | 4  | −3 |                           |

| 16 de junho   | Chelsea                  | 2 – 0            | Los Angeles FC | Mercedes-Benz Stadium, Atlanta                |
| 15:00 (UTC−4) | Neto 34' · Fernández 79' | Relatório (FIFA) |                | Público: 22 137 Árbitro: VEN Jesús Valenzuela |

| 16 de junho   | Flamengo                         | 2 – 0            | Espérance de Tunis | Lincoln Financial Field, Filadélfia         |
| 21:00 (UTC−4) | Arrascaeta 17' · Luiz Araújo 70' | Relatório (FIFA) |                    | Público: 25 797 Árbitro: NED Danny Makkelie |

| 20 de junho   | Flamengo                                          | 3 – 1            | Chelsea  | Lincoln Financial Field, Filadélfia      |
| 14:00 (UTC−4) | Bruno Henrique 62' · Danilo 65' · Wallace Yan 83' | Relatório (FIFA) | Neto 13' | Público: 54 619 Árbitro: SLV Iván Barton |

| 20 de junho   | Los Angeles FC | 0 – 1            | Espérance de Tunis | Geodis Park, Nashville                   |
| 17:00 (UTC−5) |                | Relatório (FIFA) | Belaïli 70'        | Público: 13 651 Árbitro: NOR Espen Eskås |

| 24 de junho   | Los Angeles FC | 1 – 1            | Flamengo        | Camping World Stadium, Orlando             |
| 21:00 (UTC−4) | Bouanga 84'    | Relatório (FIFA) | Wallace Yan 86' | Público: 32 933 Árbitro: QAT Salman Falahi |

| 24 de junho   | Espérance de Tunis | 0 – 3            | Chelsea                                       | Lincoln Financial Field, Filadélfia      |
| 21:00 (UTC−4) |                    | Relatório (FIFA) | Adarabioyo 45+3' · Delap 45+5' · George 90+7' | Público: 32 967 Árbitro: ARG Yael Falcón |

### Grupo E
| Pos | Equipe             | Pts | J | V | E | D | GP | GC | SG | Classificação ou descenso |
| --- | ------------------ | --- | - | - | - | - | -- | -- | -- | ------------------------- |
| 1   | Internazionale     | 7   | 3 | 2 | 1 | 0 | 5  | 2  | +3 | Oitavas de final          |
| 2   | Monterrey          | 5   | 3 | 1 | 2 | 0 | 5  | 1  | +4 | Oitavas de final          |
| 3   | River Plate        | 4   | 3 | 1 | 1 | 1 | 3  | 3  | 0  |                           |
| 4   | Urawa Red Diamonds | 0   | 3 | 0 | 0 | 3 | 2  | 9  | −7 |                           |

| 17 de junho   | River Plate                          | 3 – 1            | Urawa Red Diamonds | Lumen Field, Seattle                      |
| 12:00 (UTC−7) | Colidio 12' · Driussi 48' · Meza 73' | Relatório (FIFA) | Matsuo 58' (pen)   | Público: 11 974 Árbitro: GER Felix Zwayer |

| 17 de junho   | Monterrey | 1 – 1            | Internazionale  | Rose Bowl, Pasadena                                 |
| 18:00 (UTC−7) | Ramos 25' | Relatório (FIFA) | L. Martínez 42' | Público: 40 311 Árbitro: BRA Wilton Pereira Sampaio |

| 21 de junho   | Internazionale                  | 2 – 1            | Urawa Red Diamonds | Lumen Field, Seattle                      |
| 12:00 (UTC−7) | L. Martínez 78' · Carboni 90+2' | Relatório (FIFA) | Watanabe 11'       | Público: 25 090 Árbitro: MTN Dahane Beida |

| 21 de junho   | River Plate | 0 – 0            | Monterrey | Rose Bowl, Pasadena                        |
| 18:00 (UTC−7) |             | Relatório (FIFA) |           | Público: 57 393 Árbitro: SVN Slavko Vinčić |

| 25 de junho   | Internazionale               | 2 – 0            | River Plate | Lumen Field, Seattle                         |
| 18:00 (UTC−7) | Esposito 72' · Bastoni 90+3' | Relatório (FIFA) |             | Público: 45 135 Árbitro: UZB Ilgiz Tantashev |

| 25 de junho   | Urawa Red Diamonds | 0 – 4            | Monterrey                                      | Rose Bowl, Pasadena                       |
| 18:00 (UTC−7) |                    | Relatório (FIFA) | Deossa 30' · Berterame 34', 90+7' · Corona 38' | Público: 14 312 Árbitro: GER Felix Zwayer |

### Grupo F
| Pos | Equipe            | Pts | J | V | E | D | GP | GC | SG | Classificação ou descenso |
| --- | ----------------- | --- | - | - | - | - | -- | -- | -- | ------------------------- |
| 1   | Borussia Dortmund | 7   | 3 | 2 | 1 | 0 | 5  | 3  | +2 | Oitavas de final          |
| 2   | Fluminense        | 5   | 3 | 1 | 2 | 0 | 4  | 2  | +2 | Oitavas de final          |
| 3   | Mamelodi Sundowns | 4   | 3 | 1 | 1 | 1 | 4  | 4  | 0  |                           |
| 4   | Ulsan             | 0   | 3 | 0 | 0 | 3 | 2  | 6  | −4 |                           |

| 17 de junho   | Fluminense | 0 – 0            | Borussia Dortmund | MetLife Stadium, East Rutherford             |
| 12:00 (UTC−4) |            | Relatório (FIFA) |                   | Público: 34 736 Árbitro: UZB Ilgiz Tantashev |

| 17 de junho   | Ulsan | 0 – 1            | Mamelodi Sundowns | Inter&Co Stadium, Orlando                  |
| 18:00 (UTC−4) |       | Relatório (FIFA) | Rayners 36'       | Público: 3 412 Árbitro: FRA Clément Turpin |

| 21 de junho   | Mamelodi Sundowns                             | 3 – 4            | Borussia Dortmund                                                  | TQL Stadium, Cincinnati                           |
| 12:00 (UTC−4) | Lucas Ribeiro 11' · Rayners 62' · Mothiba 90' | Relatório (FIFA) | Nmecha 16' · Guirassy 34' · Jobe Bellingham 45' · Mudau 59' (g.c.) | Público: 14 006 Árbitro: PAR Juan Gabriel Benítez |

| 21 de junho   | Fluminense                                           | 4 – 2            | Ulsan                                | MetLife Stadium, East Rutherford            |
| 18:00 (UTC−4) | J. Arias 27' · Nonato 65' · Freytes 83' · Keno 90+2' | Relatório (FIFA) | Lee Jin-hyun 37' · Um Won-sang 45+3' | Público: 29 321 Árbitro: ENG Michael Oliver |

| 25 de junho   | Mamelodi Sundowns | 0 – 0            | Fluminense | Hard Rock Stadium, Miami Gardens            |
| 15:00 (UTC−4) |                   | Relatório (FIFA) |            | Público: 14 312 Árbitro: ENG Anthony Taylor |

| 25 de junho   | Borussia Dortmund | 1 – 0            | Ulsan | TQL Stadium, Cincinnati                |
| 15:00 (UTC−4) | Svensson 36'      | Relatório (FIFA) |       | Público: 8 239 Árbitro: USA Tori Penso |

### Grupo G
| Pos | Equipe           | Pts | J | V | E | D | GP | GC | SG  | Classificação ou descenso |
| --- | ---------------- | --- | - | - | - | - | -- | -- | --- | ------------------------- |
| 1   | Manchester City  | 9   | 3 | 3 | 0 | 0 | 13 | 2  | +11 | Oitavas de final          |
| 2   | Juventus         | 6   | 3 | 2 | 0 | 1 | 11 | 6  | +5  | Oitavas de final          |
| 3   | Al Ain           | 3   | 3 | 1 | 0 | 2 | 2  | 12 | −10 |                           |
| 4   | Wydad Casablanca | 0   | 3 | 0 | 0 | 3 | 2  | 8  | −6  |                           |

| 18 de junho   | Manchester City     | 2 – 0            | Wydad Casablanca | Lincoln Financial Field, Filadélfia            |
| 12:00 (UTC−4) | Foden 2' · Doku 42' | Relatório (FIFA) |                  | Público: 37 446 Árbitro: BRA Ramon Abatti Abel |

| 18 de junho   | Al Ain | 0 – 5            | Juventus                                                | Audi Field, Washington, D.C.            |
| 21:00 (UTC−4) |        | Relatório (FIFA) | Kolo Muani 11', 45+4' · Conceição 21', 58' · Yıldız 31' | Público: 18 161 Árbitro: USA Tori Penso |

| 22 de junho   | Juventus                                                    | 4 – 1            | Wydad Casablanca | Lincoln Financial Field, Filadélfia        |
| 12:00 (UTC−4) | Boutouil 6' (g.c.) · Yıldız 16', 69' · Vlahović 90+4' (pen) | Relatório (FIFA) | Lorch 25'        | Público: 31 975 Árbitro: HON Said Martínez |

| 22 de junho   | Manchester City                                                                | 6 – 0            | Al Ain | Mercedes-Benz Stadium, Atlanta                |
| 21:00 (UTC−4) | Gündoğan 8', 73' · Echeverri 27' · Haaland 45+5' (pen) · Bobb 84' · Cherki 89' | Relatório (FIFA) |        | Público: 40 392 Árbitro: ALG Mustapha Ghorbal |

| 26 de junho   | Juventus                       | 2 – 5            | Manchester City                                                     | Camping World Stadium, Orlando              |
| 15:00 (UTC−4) | Koopmeiners 11' · Vlahović 84' | Relatório (FIFA) | Doku 9' · Kalulu 26' (g.c.) · Haaland 52' · Foden 69' · Savinho 75' | Público: 54 320 Árbitro: FRA Clément Turpin |

| 26 de junho   | Wydad Casablanca | 1 – 2            | Al Ain                      | Audi Field, Washington, D.C.              |
| 15:00 (UTC−4) | Mailula 4'       | Relatório (FIFA) | Laba 45+1' (pen) · Kaku 50' | Público: 10 785 Árbitro: CAN Drew Fischer |

### Grupo H
| Pos | Equipe            | Pts | J | V | E | D | GP | GC | SG | Classificação ou descenso |
| --- | ----------------- | --- | - | - | - | - | -- | -- | -- | ------------------------- |
| 1   | Real Madrid       | 7   | 3 | 2 | 1 | 0 | 7  | 2  | +5 | Oitavas de final          |
| 2   | Al-Hilal          | 5   | 3 | 1 | 2 | 0 | 3  | 1  | +2 | Oitavas de final          |
| 3   | Red Bull Salzburg | 4   | 3 | 1 | 1 | 1 | 2  | 4  | −2 |                           |
| 4   | Pachuca           | 0   | 3 | 0 | 0 | 3 | 2  | 7  | −5 |                           |

| 18 de junho   | Real Madrid   | 1 – 1            | Al-Hilal        | Hard Rock Stadium, Miami Gardens           |
| 15:00 (UTC−4) | G. García 34' | Relatório (FIFA) | Neves 41' (pen) | Público: 62 415 Árbitro: ARG Facundo Tello |

| 18 de junho   | Pachuca      | 1 – 2            | Red Bull Salzburg        | TQL Stadium, Cincinnati                      |
| 18:00 (UTC−4) | González 56' | Relatório (FIFA) | Gloukh 42' · Onisiwo 76' | Público: 5 282 Árbitro: ALG Mustapha Ghorbal |

| 22 de junho   | Real Madrid                               | 3 – 1            | Pachuca     | Bank of America Stadium, Charlotte             |
| 15:00 (UTC−4) | Bellingham 35' · Güler 43' · Valverde 70' | Relatório (FIFA) | Montiel 80' | Público: 70 248 Árbitro: BRA Ramon Abatti Abel |

| 22 de junho   | Red Bull Salzburg | 0 – 0            | Al-Hilal | Audi Field, Washington, D.C.                        |
| 18:00 (UTC−4) |                   | Relatório (FIFA) |          | Público: 16 167 Árbitro: BRA Wilton Pereira Sampaio |

| 26 de junho   | Al-Hilal                               | 2 – 0            | Pachuca | Geodis Park, Nashville                      |
| 20:00 (UTC−5) | Al-Dawsari 22' · Marcos Leonardo 90+5' | Relatório (FIFA) |         | Público: 14 147 Árbitro: NED Danny Makkelie |

| 26 de junho   | Red Bull Salzburg | 0 – 3            | Real Madrid                                          | Lincoln Financial Field, Filadélfia       |
| 21:00 (UTC−4) |                   | Relatório (FIFA) | Vinícius Júnior 40' · Valverde 45+3' · G. García 84' | Público: 64 811 Árbitro: MRT Dahane Beida |

## Eliminatória
Na fase eliminatória, se as pontuações forem iguais quando terminar o tempo normal de jogo, será disputado a prorrogação por dois períodos de 15 minutos cada. Se no fim da prorrogação o empate persistir, será realizada uma disputa por pênaltis para determinar os vencedores.

### Chaveamento do Mundial de Clubes FIFA 2025
|  | Oitavas de final            | Oitavas de final             |                               |   | Quartas de final | Quartas de final |  |  | Semifinais | Semifinais |  |  | Final | Final |
|  |                             |                              |                               |   |                  |                  |  |  |            |            |  |  |       |       |
|  | 30 de junho – Charlotte     |                              |                               |   |                  |                  |  |  |            |            |  |  |       |       |
|  |                             |                              |                               |   |                  |                  |  |  |            |            |  |  |       |       |
|  | Internazionale              | 0                            |                               |   |                  |                  |  |  |            |            |  |  |       |       |
|  | Internazionale              | 0                            | 4 de julho – Orlando          |   |                  |                  |  |  |            |            |  |  |       |       |
|  | Fluminense                  | 2                            |                               |   |                  |                  |  |  |            |            |  |  |       |       |
|  | Fluminense                  | 2                            | Fluminense                    | 2 |                  |                  |  |  |            |            |  |  |       |       |
|  | 30 de junho – Orlando       |                              | Fluminense                    | 2 |                  |                  |  |  |            |            |  |  |       |       |
|  |                             | Al-Hilal                     | 1                             |   |                  |                  |  |  |            |            |  |  |       |       |
|  | Manchester City             | Al-Hilal                     | 1                             | 3 |                  |                  |  |  |            |            |  |  |       |       |
|  | Manchester City             |                              | 8 de julho – East Rutherford  | 3 |                  |                  |  |  |            |            |  |  |       |       |
|  | Al-Hilal (pro)              | 4                            |                               |   |                  |                  |  |  |            |            |  |  |       |       |
|  | Al-Hilal (pro)              | 4                            | Fluminense                    | 0 |                  |                  |  |  |            |            |  |  |       |       |
|  | 28 de junho – Filadélfia    |                              | Fluminense                    | 0 |                  |                  |  |  |            |            |  |  |       |       |
|  |                             | Chelsea                      | 2                             |   |                  |                  |  |  |            |            |  |  |       |       |
|  | Palmeiras (pro)             | Chelsea                      | 2                             | 1 |                  |                  |  |  |            |            |  |  |       |       |
|  | Palmeiras (pro)             | 4 de julho – Filadélfia      |                               | 1 |                  |                  |  |  |            |            |  |  |       |       |
|  | Botafogo                    | 0                            |                               |   |                  |                  |  |  |            |            |  |  |       |       |
|  | Botafogo                    | 0                            | Palmeiras                     | 1 |                  |                  |  |  |            |            |  |  |       |       |
|  | 28 de junho – Charlotte     |                              | Palmeiras                     | 1 |                  |                  |  |  |            |            |  |  |       |       |
|  |                             | Chelsea                      | 2                             |   |                  |                  |  |  |            |            |  |  |       |       |
|  | Benfica                     | Chelsea                      | 2                             | 1 |                  |                  |  |  |            |            |  |  |       |       |
|  | Benfica                     |                              | 13 de julho – East Rutherford | 1 |                  |                  |  |  |            |            |  |  |       |       |
|  | Chelsea (pro)               | 4                            |                               |   |                  |                  |  |  |            |            |  |  |       |       |
|  | Chelsea (pro)               | 4                            | Chelsea                       | 3 |                  |                  |  |  |            |            |  |  |       |       |
|  | 29 de junho – Atlanta       |                              | Chelsea                       | 3 |                  |                  |  |  |            |            |  |  |       |       |
|  |                             | Paris Saint-Germain          | 0                             |   |                  |                  |  |  |            |            |  |  |       |       |
|  | Paris Saint-Germain         | Paris Saint-Germain          | 0                             | 4 |                  |                  |  |  |            |            |  |  |       |       |
|  | Paris Saint-Germain         | 5 de julho – Atlanta         |                               | 4 |                  |                  |  |  |            |            |  |  |       |       |
|  | Inter Miami                 | 0                            |                               |   |                  |                  |  |  |            |            |  |  |       |       |
|  | Inter Miami                 | 0                            | Paris Saint-Germain           | 2 |                  |                  |  |  |            |            |  |  |       |       |
|  | 29 de junho – Miami Gardens |                              | Paris Saint-Germain           | 2 |                  |                  |  |  |            |            |  |  |       |       |
|  |                             | Bayern de Munique            | 0                             |   |                  |                  |  |  |            |            |  |  |       |       |
|  | Flamengo                    | Bayern de Munique            | 0                             | 2 |                  |                  |  |  |            |            |  |  |       |       |
|  | Flamengo                    |                              | 9 de julho – East Rutherford  | 2 |                  |                  |  |  |            |            |  |  |       |       |
|  | Bayern de Munique           | 4                            |                               |   |                  |                  |  |  |            |            |  |  |       |       |
|  | Bayern de Munique           | 4                            | Paris Saint-Germain           | 4 |                  |                  |  |  |            |            |  |  |       |       |
|  | 1 de julho – Miami Gardens  |                              | Paris Saint-Germain           | 4 |                  |                  |  |  |            |            |  |  |       |       |
|  |                             | Real Madrid                  | 0                             |   |                  |                  |  |  |            |            |  |  |       |       |
|  | Real Madrid                 | Real Madrid                  | 0                             | 1 |                  |                  |  |  |            |            |  |  |       |       |
|  | Real Madrid                 | 5 de julho – East Rutherford |                               | 1 |                  |                  |  |  |            |            |  |  |       |       |
|  | Juventus                    | 0                            |                               |   |                  |                  |  |  |            |            |  |  |       |       |
|  | Juventus                    | 0                            | Real Madrid                   | 3 |                  |                  |  |  |            |            |  |  |       |       |
|  | 1 de julho – Atlanta        |                              | Real Madrid                   | 3 |                  |                  |  |  |            |            |  |  |       |       |
|  |                             | Borussia Dortmund            | 2                             |   |                  |                  |  |  |            |            |  |  |       |       |
|  | Borussia Dortmund           | Borussia Dortmund            | 2                             | 2 |                  |                  |  |  |            |            |  |  |       |       |
|  | Borussia Dortmund           |                              |                               | 2 |                  |                  |  |  |            |            |  |  |       |       |
|  | Monterrey                   | 1                            |                               |   |                  |                  |  |  |            |            |  |  |       |       |
|  | Monterrey                   | 1                            |                               |   |                  |                  |  |  |            |            |  |  |       |       |

### Oitavas de final
| 28 de junho   | Palmeiras     | 1 – 0 (pro)      | Botafogo | Lincoln Financial Field, Filadélfia            |
| 12:00 (UTC−4) | Paulinho 100' | Relatório (FIFA) |          | Público: 33 657 Árbitro: FRA François Letexier |

| 28 de junho   | Benfica              | 1 – 4 (pro)      | Chelsea                                                  | Bank of America Stadium, Charlotte         |
| 16:00 (UTC−4) | Di María 90+5' (pen) | Relatório (FIFA) | James 64' · Nkunku 108' · Neto 114' · Dewsbury-Hall 117' | Público: 25 929 Árbitro: SVN Slavko Vinčić |

| 29 de junho   | Paris Saint-Germain                                   | 4 – 0            | Inter Miami | Mercedes-Benz Stadium, Atlanta                      |
| 12:00 (UTC−4) | João Neves 6', 39' · Avilés 44' (g.c.) · Hakimi 45+3' | Relatório (FIFA) |             | Público: 65 574 Árbitro: BRA Wilton Pereira Sampaio |

| 29 de junho   | Flamengo                        | 2 – 4            | Bayern de Munique                             | Hard Rock Stadium, Miami                    |
| 16:00 (UTC−4) | Gerson 33' · Jorginho 54' (pen) | Relatório (FIFA) | Pulgar 6' (g.c.) · Kane 9' 73' · Goretzka 41' | Público: 60 914 Árbitro: ENG Michael Oliver |

| 30 de junho   | Internazionale | 0 – 2            | Fluminense               | Bank of America Stadium, Charlotte       |
| 15:00 (UTC−4) |                | Relatório (FIFA) | Cano 3' · Hércules 90+3' | Público: 20 030 Árbitro: SLV Iván Barton |

| 30 de junho   | Manchester City                     | 3 – 4 (pro)      | Al-Hilal                                               | Camping World Stadium, Orlando                |
| 21:00 (UTC−4) | Silva 9' · Haaland 55' · Foden 104' | Relatório (FIFA) | Marcos Leonardo 46', 112' · Malcom 52' · Koulibaly 94' | Público: 42 311 Árbitro: VEN Jesús Valenzuela |

| 1 de julho    | Real Madrid   | 1 – 0            | Juventus | Hard Rock Stadium, Miami                      |
| 15:00 (UTC−4) | G. García 54' | Relatório (FIFA) |          | Público: 62 149 Árbitro: POL Szymon Marciniak |

| 1 de julho    | Borussia Dortmund | 2 – 1            | Monterrey     | Mercedes-Benz Stadium, Atlanta             |
| 21:00 (UTC−4) | Guirassy 14', 24' | Relatório (FIFA) | Berterame 48' | Público: 31 442 Árbitro: ARG Facundo Tello |

### Quartas de final
| 4 de julho    | Fluminense                    | 2 – 1            | Al-Hilal            | Camping World Stadium, Orlando              |
| 15:00 (UTC−4) | Martinelli 40' · Hércules 70' | Relatório (FIFA) | Marcos Leonardo 51' | Público: 43 091 Árbitro: NED Danny Makkelie |

| 4 de julho    | Palmeiras   | 1 – 2            | Chelsea                          | Lincoln Financial Field, Filadélfia          |
| 21:00 (UTC−4) | Estêvão 53' | Relatório (FIFA) | Palmer 16' · Weverton 83' (g.c.) | Público: 65 782 Árbitro: AUS Alireza Faghani |

| 5 de julho    | Paris Saint-Germain      | 2 – 0            | Bayern de Munique | Mercedes-Benz Stadium, Atlanta              |
| 12:00 (UTC−4) | Doué 78' · Dembélé 90+6' | Relatório (FIFA) |                   | Público: 66 937 Árbitro: ENG Anthony Taylor |

| 5 de julho    | Real Madrid                                  | 3 – 2            | Borussia Dortmund                  | MetLife Stadium, East Rutherford               |
| 16:00 (UTC−4) | G. García 10' · F. García 20' · Mbappé 90+4' | Relatório (FIFA) | Beier 90+3' · Guirassy 90+8' (pen) | Público: 76 611 Árbitro: BRA Ramon Abatti Abel |

### Semifinais
| 8 de julho    | Fluminense | 0 – 2            | Chelsea             | MetLife Stadium, East Rutherford               |
| 15:00 (UTC−4) |            | Relatório (FIFA) | João Pedro 18', 56' | Público: 70 556 Árbitro: FRA François Letexier |

| 9 de julho    | Paris Saint-Germain                                  | 4 – 0            | Real Madrid | MetLife Stadium, East Rutherford              |
| 15:00 (UTC−4) | Fabián Ruiz 6', 24' · Dembélé 9' · Gonçalo Ramos 87' | Relatório (FIFA) |             | Público: 77 542 Árbitro: POL Szymon Marciniak |

### Final
| 13 de julho   | Chelsea                               | 3 – 0            | Paris Saint-Germain | MetLife Stadium, East Rutherford             |
| 15:00 (UTC−4) | Cole Palmer 22', 30' · João Pedro 43' | Relatório (FIFA) |                     | Público: 81 118 Árbitro: AUS Alireza Faghani |

## Artilharia

### Jogador
| Jogador                  | Clube               | Gols |
| ------------------------ | ------------------- | ---- |
| Ángel Di María           | Benfica             | 4    |
| Marcos Leonardo          | Al-Hilal            | 4    |
| Gonzalo García           | Real Madrid         | 4    |
| Serhou Guirassy          | Borussia Dortmund   | 4    |
| Fabián Ruiz              | Paris Saint-Germain | 3    |
| Jamal Musiala            | Bayern de Munique   | 3    |
| Michael Olise            | Bayern de Munique   | 3    |
| Harry Kane               | Bayern de Munique   | 3    |
| Kenan Yıldız             | Juventus            | 3    |
| Wessam Abou Ali          | Al-Ahly             | 3    |
| Pedro Neto               | Chelsea             | 3    |
| Erling Haaland           | Manchester City     | 3    |
| Phil Foden               | Manchester City     | 3    |
| Germán Berterame         | Monterrey           | 3    |
| Wallace Yan              | Flamengo            | 2    |
| Kingsley Coman           | Bayern de Munique   | 2    |
| Thomas Müller            | Bayern de Munique   | 2    |
| Randal Kolo Muani        | Juventus            | 2    |
| Francisco Conceição      | Juventus            | 2    |
| Dušan Vlahović           | Juventus            | 2    |
| Pablo Barrios            | Atlético de Madrid  | 2    |
| Igor Jesus               | Botafogo            | 2    |
| Leandro Barreiro         | Benfica             | 2    |
| Iqraam Rayners           | Mamelodi Sundowns   | 2    |
| Lautaro Martínez         | Internazionale      | 2    |
| İlkay Gündoğan           | Manchester City     | 2    |
| Jérémy Doku              | Manchester City     | 2    |
| Samu Aghehowa            | Porto               | 2    |
| Federico Valverde        | Real Madrid         | 2    |
| Paulinho                 | Palmeiras           | 2    |
| João Neves               | Paris Saint-Germain | 2    |
| Achraf Hakimi            | Paris Saint-Germain | 2    |
| Ousmane Dembélé          | Paris Saint-Germain | 2    |
| Hércules                 | Fluminense          | 2    |
| João Pedro               | Chelsea             | 2    |
| Leon Goretzka            | Bayern de Munique   | 1    |
| Sacha Boey               | Bayern de Munique   | 1    |
| Giorgian de Arrascaeta   | Flamengo            | 1    |
| Luiz Araújo              | Flamengo            | 1    |
| Bruno Henrique           | Flamengo            | 1    |
| Danilo                   | Flamengo            | 1    |
| Gerson                   | Flamengo            | 1    |
| Jorginho                 | Flamengo            | 1    |
| Jair Cunha               | Botafogo            | 1    |
| Lee Kang-in              | Paris Saint-Germain | 1    |
| Senny Mayulu             | Paris Saint-Germain | 1    |
| Vitinha                  | Paris Saint-Germain | 1    |
| Khvicha Kvaratskhelia    | Paris Saint-Germain | 1    |
| Désiré Doué              | Paris Saint-Germain | 1    |
| Gonçalo Ramos            | Paris Saint-Germain | 1    |
| Cristian Roldan          | Seattle Sounders    | 1    |
| Albert Rusnák            | Seattle Sounders    | 1    |
| Enzo Fernández           | Chelsea             | 1    |
| Tosin Adarabioyo         | Chelsea             | 1    |
| Liam Delap               | Chelsea             | 1    |
| Tyrique George           | Chelsea             | 1    |
| Reece James              | Chelsea             | 1    |
| Kiernan Dewsbury-Hall    | Chelsea             | 1    |
| Christopher Nkunku       | Chelsea             | 1    |
| Cole Palmer              | Chelsea             | 1    |
| Rodrigo Battaglia        | Boca Juniors        | 1    |
| Miguel Merentiel         | Boca Juniors        | 1    |
| Nicolás Otamendi         | Benfica             | 1    |
| Vangelis Pavlidis        | Benfica             | 1    |
| Renato Sanches           | Benfica             | 1    |
| Andreas Schjelderup      | Benfica             | 1    |
| Maximiliano Meza         | River Plate         | 1    |
| Facundo Colidio          | River Plate         | 1    |
| Sebastián Driussi        | River Plate         | 1    |
| Yūsuke Matsuo            | Urawa Red Diamonds  | 1    |
| Ryōka Watanabe           | Urawa Red Diamonds  | 1    |
| Sergio Ramos             | Monterrey           | 1    |
| Nelson Deossa            | Monterrey           | 1    |
| Jesús Manuel Corona      | Monterrey           | 1    |
| Valentín Carboni         | Internazionale      | 1    |
| Alessandro Bastoni       | Internazionale      | 1    |
| Sebastiano Esposito      | Internazionale      | 1    |
| Lucas Ribeiro            | Mamelodi Sundowns   | 1    |
| Lebo Mothiba             | Mamelodi Sundowns   | 1    |
| Claudio Echeverri        | Manchester City     | 1    |
| Oscar Bobb               | Manchester City     | 1    |
| Rayan Cherki             | Manchester City     | 1    |
| Savinho                  | Manchester City     | 1    |
| Bernardo Silva           | Manchester City     | 1    |
| Teun Koopmeiners         | Juventus            | 1    |
| Jude Bellingham          | Real Madrid         | 1    |
| Arda Güler               | Real Madrid         | 1    |
| Vinícius Júnior          | Real Madrid         | 1    |
| Fran García              | Real Madrid         | 1    |
| Kylian Mbappé            | Real Madrid         | 1    |
| Rúben Neves              | Al-Hilal            | 1    |
| Salem Al-Dawsari         | Al-Hilal            | 1    |
| Malcom                   | Al-Hilal            | 1    |
| Kalidou Koulibaly        | Al-Hilal            | 1    |
| Bryan González           | Pachuca             | 1    |
| Elías Montiel            | Pachuca             | 1    |
| Oscar Gloukh             | Red Bull Salzburg   | 1    |
| Karim Onisiwo            | Red Bull Salzburg   | 1    |
| Flaco López              | Palmeiras           | 1    |
| Maurício                 | Palmeiras           | 1    |
| Estêvão                  | Palmeiras           | 1    |
| Telasco Segovia          | Inter Miami         | 1    |
| Lionel Messi             | Inter Miami         | 1    |
| Luis Suárez              | Inter Miami         | 1    |
| Tadeo Allende            | Inter Miami         | 1    |
| Rodrigo Mora             | Porto               | 1    |
| William Gomes            | Porto               | 1    |
| Pepê                     | Porto               | 1    |
| Axel Witsel              | Atlético de Madrid  | 1    |
| Antoine Griezmann        | Atlético de Madrid  | 1    |
| Youcef Belaïli           | Espérance de Tunis  | 1    |
| Felix Nmecha             | Borussia Dortmund   | 1    |
| Jobe Bellingham          | Borussia Dortmund   | 1    |
| Daniel Svensson          | Borussia Dortmund   | 1    |
| Maximilian Beier         | Borussia Dortmund   | 1    |
| Jhon Arias               | Fluminense          | 1    |
| Nonato                   | Fluminense          | 1    |
| Juan Pablo Freytes       | Fluminense          | 1    |
| Keno                     | Fluminense          | 1    |
| Germán Cano              | Fluminense          | 1    |
| Matheus Martinelli       | Fluminense          | 1    |
| Lee Jin-hyun             | Ulsan               | 1    |
| Um Won-sang              | Ulsan               | 1    |
| Thembinkosi Lorch        | Wydad Casablanca    | 1    |
| Cassius Mailula          | Wydad Casablanca    | 1    |
| Mohamed Ali Ben Romdhane | Al-Ahly             | 1    |
| Christian Gray           | Auckland City       | 1    |
| Denis Bouanga            | Los Angeles FC      | 1    |
| Kodjo Fo-Doh Laba        | Al Ain              | 1    |
| Kaku                     | Al Ain              | 1    |

#### Gol contra
| Jogador               | Clube             | Gols                             |
| --------------------- | ----------------- | -------------------------------- |
| Wessam Abou Ali       | Al-Ahly           | 1 (contra o Palmeiras)           |
| Khuliso Mudau         | Mamelodi Sundowns | 1 (contra o Borussia Dortmund)   |
| Abdelmounaim Boutouil | Wydad Casablanca  | 1 (contra a Juventus)            |
| Nathan Garrow         | Auckland City     | 1 (contra o Boca Juniors)        |
| Nicolás Otamendi      | Benfica           | 1 (contra o Boca Juniors)        |
| Pierre Kalulu         | Juventus          | 1 (contra o Manchester City)     |
| Tomás Avilés          | Inter Miami       | 1 (contra o Paris Saint-Germain) |
| Erick Pulgar          | Flamengo          | 1 (contra o Bayern de Munique)   |
| Agustín Giay          | Palmeiras         | 1 (contra o Chelsea)             |

| Clube               | Gols |
| ------------------- | ---- |
| Manchester City     | 16   |
| Paris Saint-Germain | 16   |
| Bayern de Munique   | 15   |
| Chelsea             | 13   |
| Juventus            | 11   |
| Real Madrid         | 11   |
| Benfica             | 10   |
| Flamengo            | 8    |
| Al-Hilal            | 8    |
| Fluminense          | 8    |
| Borussia Dortmund   | 8    |
| Monterrey           | 6    |
| Porto               | 5    |
| Internazionale      | 5    |
| Palmeiras           | 5    |
| Mamelodi Sundowns   | 4    |
| Atlético de Madrid  | 4    |
| Inter Miami         | 4    |
| Al-Ahly             | 4    |
| River Plate         | 3    |
| Botafogo            | 3    |
| Boca Juniors        | 3    |
| Red Bull Salzburg   | 2    |
| Seattle Sounders    | 2    |
| Urawa Red Diamonds  | 2    |
| Ulsan               | 2    |
| Pachuca             | 2    |
| Wydad Casablanca    | 2    |
| Al Ain              | 2    |
| Espérance de Tunis  | 1    |
| Auckland City       | 1    |
| Los Angeles FC      | 1    |

| Clube             | Gols |
| ----------------- | ---- |
| Al-Ahly           | 1    |
| Mamelodi Sundowns | 1    |
| Wydad Casablanca  | 1    |
| Auckland City     | 1    |
| Benfica           | 1    |
| Juventus          | 1    |
| Inter Miami       | 1    |
| Flamengo          | 1    |
| Palmeiras         | 1    |

### País
| País           | Gols |
| -------------- | ---- |
| Brasil         | 30   |
| Argentina      | 19   |
| França         | 16   |
| Inglaterra     | 14   |
| Portugal       | 13   |
| Espanha        | 13   |
| Alemanha       | 10   |
| México         | 6    |
| África do Sul  | 5    |
| Uruguai        | 5    |
| Noruega        | 5    |
| Turquia        | 4    |
| Guiné          | 4    |
| Coreia do Sul  | 3    |
| Palestina      | 3    |
| Bélgica        | 3    |
| Itália         | 3    |
| Luxemburgo     | 2    |
| Japão          | 2    |
| Colômbia       | 2    |
| Sérvia         | 2    |
| Marrocos       | 2    |
| Estados Unidos | 1    |
| Israel         | 1    |
| Austria        | 1    |
| Venezuela      | 1    |
| Eslováquia     | 1    |
| Grécia         | 1    |
| Argélia        | 1    |
| Geórgia        | 1    |
| Tunísia        | 1    |
| Nova Zelândia  | 1    |
| Gabão          | 1    |
| Suécia         | 1    |
| Togo           | 1    |
| Paraguai       | 1    |
| Arábia Saudita | 1    |
| Senegal        | 1    |

#### Gol contra
| País          | Gols |
| ------------- | ---- |
| Argentina     | 2    |
| Palestina     | 1    |
| África do Sul | 1    |
| Marrocos      | 1    |
| Nova Zelândia | 1    |
| França        | 1    |
| Chile         | 1    |
| Brasil        | 1    |

## Premição
Os seguintes prêmios foram entregues no final do torneio.
| Prêmio FIFA Bola de Ouro (melhor jogador):  | Prêmio FIFA Bola de Prata (segundo melhor jogador): | Prêmio FIFA Bola de Bronze (terceiro melhor jogador): |
| ------------------------------------------- | --------------------------------------------------- | ----------------------------------------------------- |
| Cole Palmer (Chelsea)                       | Vitinha (Paris Saint-Germain)                       | Moisés Caicedo (Chelsea)                              |
| Prêmio FIFA Chuteira de Ouro (artilheiro):  |                                                     |                                                       |
| Gonzalo García (Real Madrid)                |                                                     |                                                       |
| Prêmio FIFA Luva de Ouro (melhor goleiro)   |                                                     |                                                       |
| Robert Sánchez (Chelsea)                    |                                                     |                                                       |
| FIFA Young Player Award                     |                                                     |                                                       |
| Désiré Doué (Paris Saint-Germain)           |                                                     |                                                       |
| Troféu FIFA Fair Play (time menos faltoso): |                                                     |                                                       |
| Bayern de Munique                           |                                                     |                                                       |

## Classificação final
A classificação final é determinada através da fase em que o clube alcançou e a sua pontuação, levando em conta os critérios de desempate.
| Pos.                            | Clube               | Gr | Pts | J | V | E | D | GP | GC | SG  |
| ------------------------------- | ------------------- | -- | --- | - | - | - | - | -- | -- | --- |
| Final                           |                     |    |     |   |   |   |   |    |    |     |
| 1                               | Chelsea             | D  | 18  | 7 | 6 | 0 | 1 | 17 | 5  | +12 |
| 2                               | Paris Saint-Germain | B  | 15  | 7 | 5 | 0 | 2 | 16 | 4  | +12 |
| Eliminados nas semifinais       |                     |    |     |   |   |   |   |    |    |     |
| 3                               | Real Madrid         | H  | 13  | 6 | 4 | 1 | 1 | 11 | 8  | +3  |
| 4                               | Fluminense          | F  | 11  | 6 | 3 | 2 | 1 | 8  | 5  | +3  |
| Eliminados nas quartas de final |                     |    |     |   |   |   |   |    |    |     |
| 5                               | Borussia Dortmund   | F  | 10  | 5 | 3 | 1 | 1 | 9  | 7  | +2  |
| 6                               | Bayern de Munique   | C  | 9   | 5 | 3 | 0 | 2 | 16 | 6  | +10 |
| 7                               | Al-Hilal            | H  | 8   | 5 | 2 | 2 | 1 | 8  | 6  | +2  |
| 8                               | Palmeiras           | A  | 8   | 5 | 2 | 2 | 1 | 6  | 4  | +2  |
| Eliminados nas oitavas de final |                     |    |     |   |   |   |   |    |    |     |
| 9                               | Manchester City     | G  | 9   | 4 | 3 | 0 | 1 | 16 | 6  | +10 |
| 10                              | Benfica             | B  | 7   | 4 | 2 | 1 | 1 | 10 | 6  | +4  |
| 11                              | Flamengo            | D  | 7   | 4 | 2 | 1 | 1 | 8  | 6  | +2  |
| 12                              | Internazionale      | E  | 7   | 4 | 2 | 1 | 1 | 5  | 4  | +1  |
| 13                              | Juventus            | G  | 6   | 4 | 2 | 0 | 2 | 11 | 7  | +4  |
| 14                              | Botafogo            | C  | 6   | 4 | 2 | 0 | 2 | 3  | 3  | 0   |
| 15                              | Monterrey           | E  | 5   | 4 | 1 | 2 | 1 | 6  | 3  | +3  |
| 16                              | Inter Miami         | A  | 5   | 4 | 1 | 2 | 1 | 4  | 7  | –3  |
| Eliminados na fase de grupos    |                     |    |     |   |   |   |   |    |    |     |
| 17                              | Atlético de Madrid  | B  | 6   | 3 | 2 | 0 | 1 | 4  | 5  | –1  |
| 18                              | Mamelodi Sundowns   | F  | 4   | 3 | 1 | 1 | 1 | 4  | 4  | 0   |
| 19                              | River Plate         | E  | 4   | 3 | 1 | 1 | 1 | 3  | 3  | 0   |
| 20                              | Red Bull Salzburg   | H  | 4   | 3 | 1 | 1 | 1 | 2  | 4  | –2  |
| 21                              | Espérance de Tunis  | D  | 3   | 3 | 1 | 0 | 2 | 1  | 5  | –4  |
| 22                              | Al Ain              | G  | 3   | 3 | 1 | 0 | 2 | 2  | 12 | –10 |
| 23                              | Porto               | A  | 2   | 3 | 0 | 2 | 1 | 5  | 6  | –1  |
| 24                              | Boca Juniors        | C  | 2   | 3 | 0 | 2 | 1 | 4  | 5  | –1  |
| 25                              | Al-Ahly             | A  | 2   | 3 | 0 | 2 | 1 | 4  | 6  | –2  |
| 26                              | Los Angeles FC      | D  | 1   | 3 | 0 | 1 | 2 | 1  | 4  | –3  |
| 27                              | Auckland City       | C  | 1   | 3 | 0 | 1 | 2 | 1  | 17 | –16 |
| 28                              | Ulsan               | F  | 0   | 3 | 0 | 0 | 3 | 2  | 6  | –4  |
| 29                              | Pachuca             | H  | 0   | 3 | 0 | 0 | 3 | 2  | 7  | –5  |
| 30                              | Seattle Sounders    | B  | 0   | 3 | 0 | 0 | 3 | 2  | 7  | –5  |
| 31                              | Wydad Casablanca    | G  | 0   | 3 | 0 | 0 | 3 | 2  | 8  | –6  |
| 32                              | Urawa Red Diamonds  | E  | 0   | 3 | 0 | 0 | 3 | 2  | 9  | –7  |

## Seleção do Torneio
Abaixo, temos a seleção da Copa do Mundo de Clubes
| Goleiro         | Defensores                                                                                                  | Meias                                                                                        | Atacantes                                            |
| --------------- | --- | -------------------------------------------------------------------------------------------- | ---------------------------------------------------- |
| Bono (Al-Hilal) | Hakimi (Paris Saint-Germain) Thiago Silva (Fluminense) Marquinhos (Paris Saint-Germain) Cucurella (Chelsea) | Enzo Fernández (Chelsea) Vitinha (Paris Saint-Germain) Pedro Neto (Chelsea) Palmer (Chelsea) | Jhon Arias (Fluminense) Gonzalo Garcia (Real Madrid) |